# Jardín Botánico de Kioto
El Jardín Botánico de Kioto o en japonés デジタル植物園, Kyōto Furitsu Shokubutsuen, es un jardín botánico e invernadero, con unos 240 000 m² de extensión, en Kioto, Japón.
Las 120 000 plantas, de 12 000 variedades distintas, hacen de este jardín uno de los mayores jardines botánicos del Japón.
Está administrado por el ayuntamiento de la ciudad de Kioto.
El código de reconocimiento internacional del Kyōto Furitsu Shokubutsuen como institución botánica (en el Botanical Gardens Conservation International - BGCI), así como las siglas de su herbario es KYO.

## Localización
Se ubica junto a la ribera del río Kamo en la cuenca de Yamashiro.
Kyōto Furitsu Shokubutsuen Hangi-cho Shimogamo, Sakyo-ku, Kyoto-shi, Kuoto-ken 606-0823, Japón.
Planos y vistas satelitales.35°02′54″N 135°45′40″E / 35.04833, 135.76111
- Se llega a su entrada principal por la Estación Kitayama de la línea Karasuma del suburbano de Kioto.
- En autobús urbano en la parada Botanical Garden Kitamon-mae.
- Posee un aparcamiento de pago para 170 vehículos.

## Historia
El sitio del actual jardín botánico hasta la era Meiji fue el campo que rodeaba a un santuario de una aldea, subordinado y fuera de las lindes del Santuario de Kamo. Tenía una vegetación de semi-bosque.
Para celebrar la coronación del emperador Taisho se efectuó la planificación de la "Expo de Kioto conmemorativa Tairei" en estos terrenos. La tierra fue comprada por la Prefectura de Kioto en 1913 (año 2 de la Era Taisho). Sin embargo, por la oposición del Congreso la exposición no se llevó a cabo. El jardín botánico se planteó entonces como una alternativa, la instalación del "Jardín Botánico Conmemorativo Tomo" se ha determinado en 1915 (año 4 de la Era Taisho).
En 1917 comenzaron los trabajos de su construcción, pero sin embargo en vez de aprovechar intacta la vegetación como un bosque natural valioso para mostrar la vegetación de la cuenca Yamashiro no se mantienen los árboles que existían en el terreno. Se hace la apertura del jardín botánico en enero de 1924.
Después de la Segunda Guerra Mundial se decidió que fuera el sitio alternativo del "Jardín Kioto Gyoen", donde se había previsto en un principio, se construirían las viviendas de las fuerzas de ocupación. En diciembre, 12 años después de la toma de control 1957 se devuelven los terrenos a la ciudad y se produce la reapertura del parque en 1961 (año 36 de la Era Showa).
Se realizó una amplia remodelación en la reapertura del jardín botánico en 1992 con un gran invernadero, que era el más grande de Japón en esa época.

## Colecciones
En este jardín botánico en el 2007, contenía unas 120,000 plantas representando a más de 12,000 especies. Las especies han sido seleccionadas con respecto a su mayor vistosidad pero mostradas y catalogadas con criterios científicos botánicos, agrupadas en áreas:
- Jardín de Bambú,
- Exhibición de Bonsáis,
- Jardín de Camelias,
- Colección de cerezos,

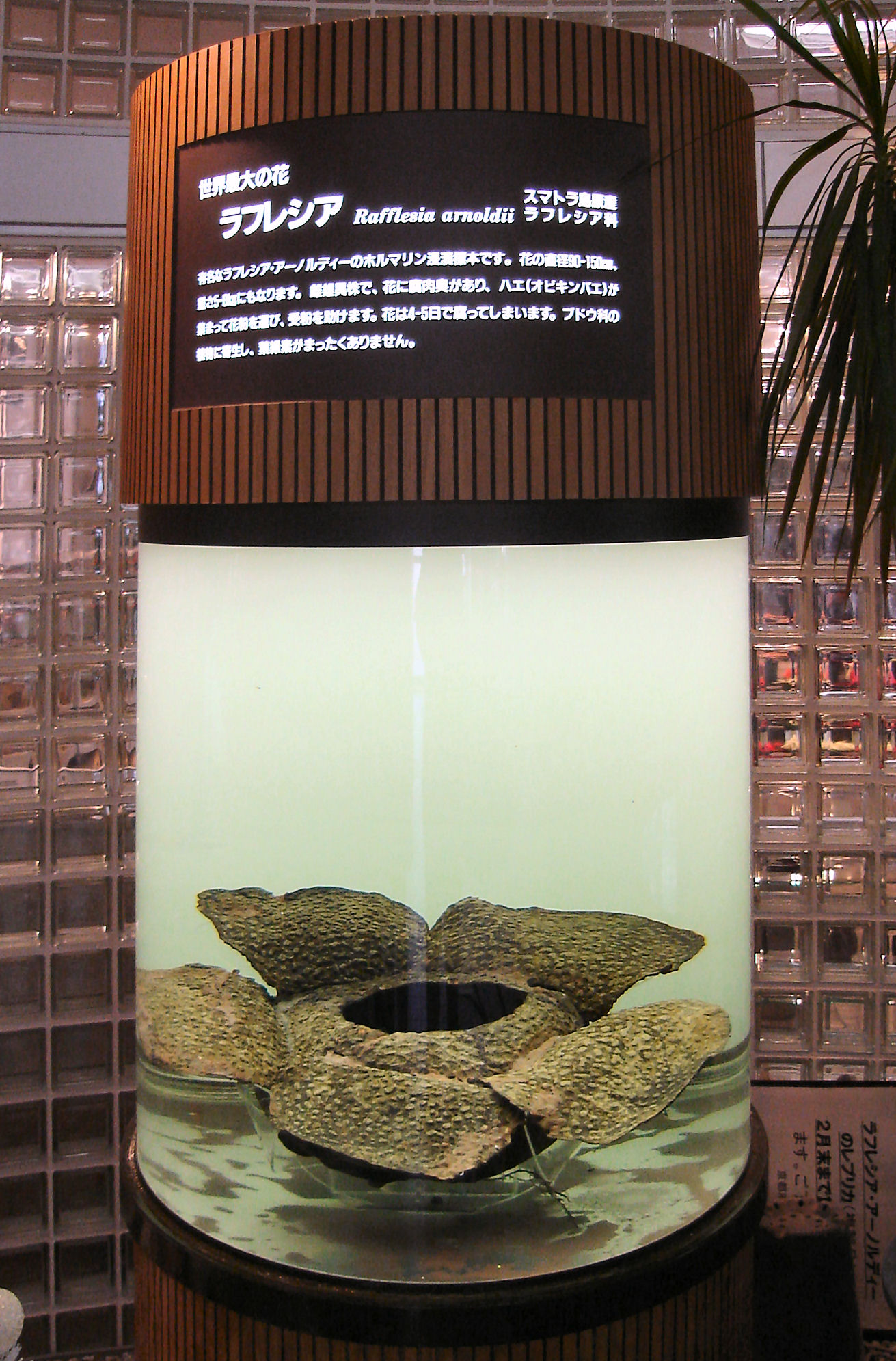
Espécimen de Rafflesia arnoldii en el Jardín Botánico de Kioto.

- Jardín de estilo europeo, con rosaleda con diversos pies de híbridos cultivares de rosas de todo el mundo. Haciendo énfasis en los obtentores de rosa obtenidos por criadores japoneses.
- Parterres florales,
- Jardín de Hydrangea,
- Jardín japonés de Iris,
- Plantas japonesas nativas,
- Estanque de lotos,
- Estanque « Nakaragi-no-mori» (árboles nativos de la cuenca Yamashiro),
- Jardín de Peonías,
- Plantas perennes y de interés económico,
- Jardín hundido,
- Arboleda de Ume,
- Invernaderos, con un complejo de estructuras conservatorios de unos 4,612 m² en las que se albergan unos 25,000 especímenes representando 4,500 especies. Hay varias estructuras construidas en acero y cristal, que fueron abiertas en 1992, que asemejan estilizadamente al próximo templo de Kinkaku-ji y a las montañas de la zona norte de Kioto. Albergan las siguientes áreas: espacio de Ananás; Plantas carnívoras y acuáticas; Bromelias; Plantas de desiertos y sabanas; Suculentas de selva; zona de Jungla; espacio de orquídeas; Plantas en maceta; Plantas alpinas de los trópicos; y plantas tropicales de interés económico.

## Equipamientos
- Edificio de recepción del Jardín Botánico, con sala de descanso, salas de exposiciones, aularios, restaurante, etc.
- Espacios al aire libre Miraikun, Oshibakiji, y el Kitayamamon-Hunsui.
- Kiosco.
- Aseos para público en general y para discapacitados.

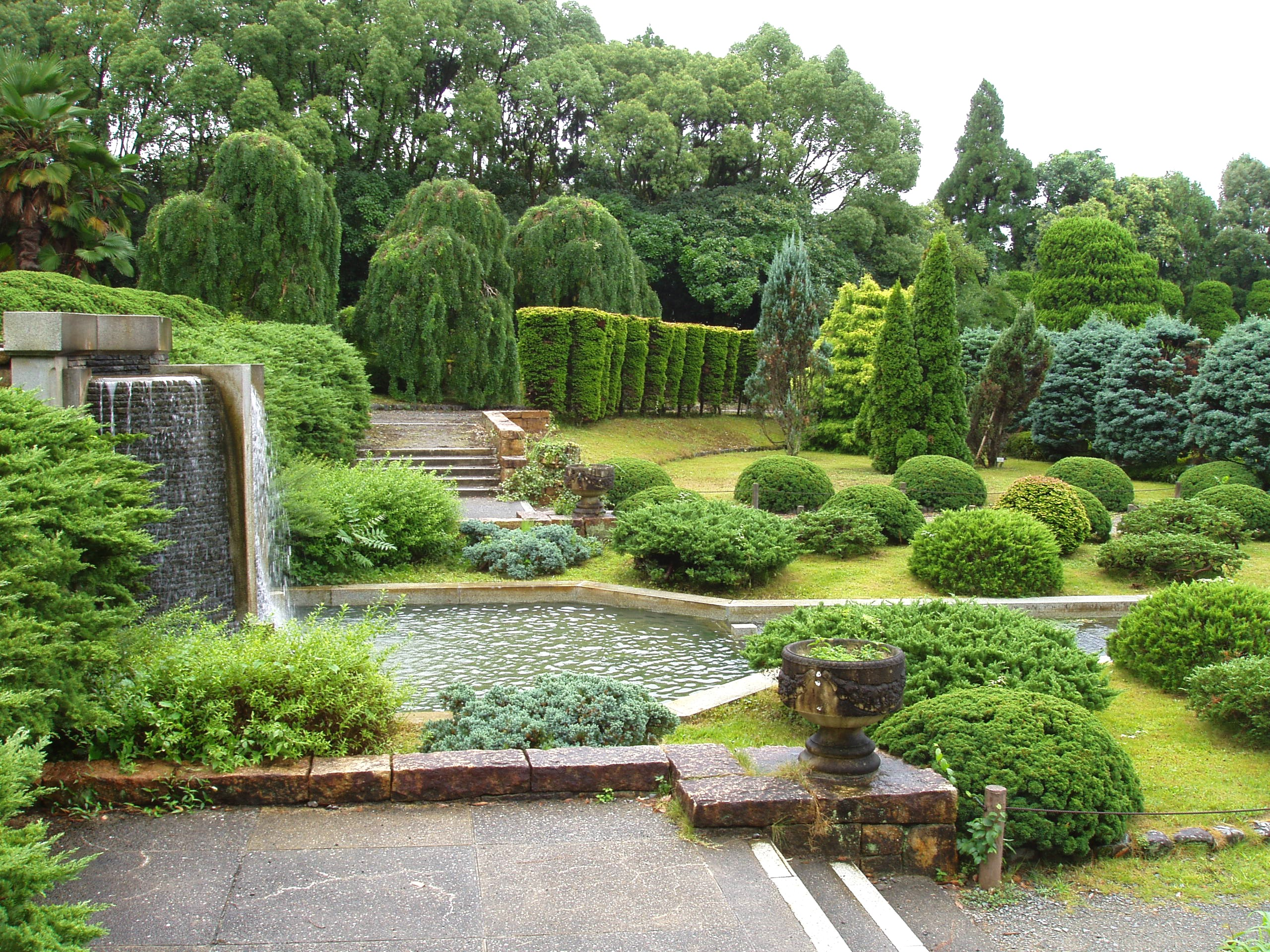
Jardín hundido en el Jardín Botánico de Kioto.
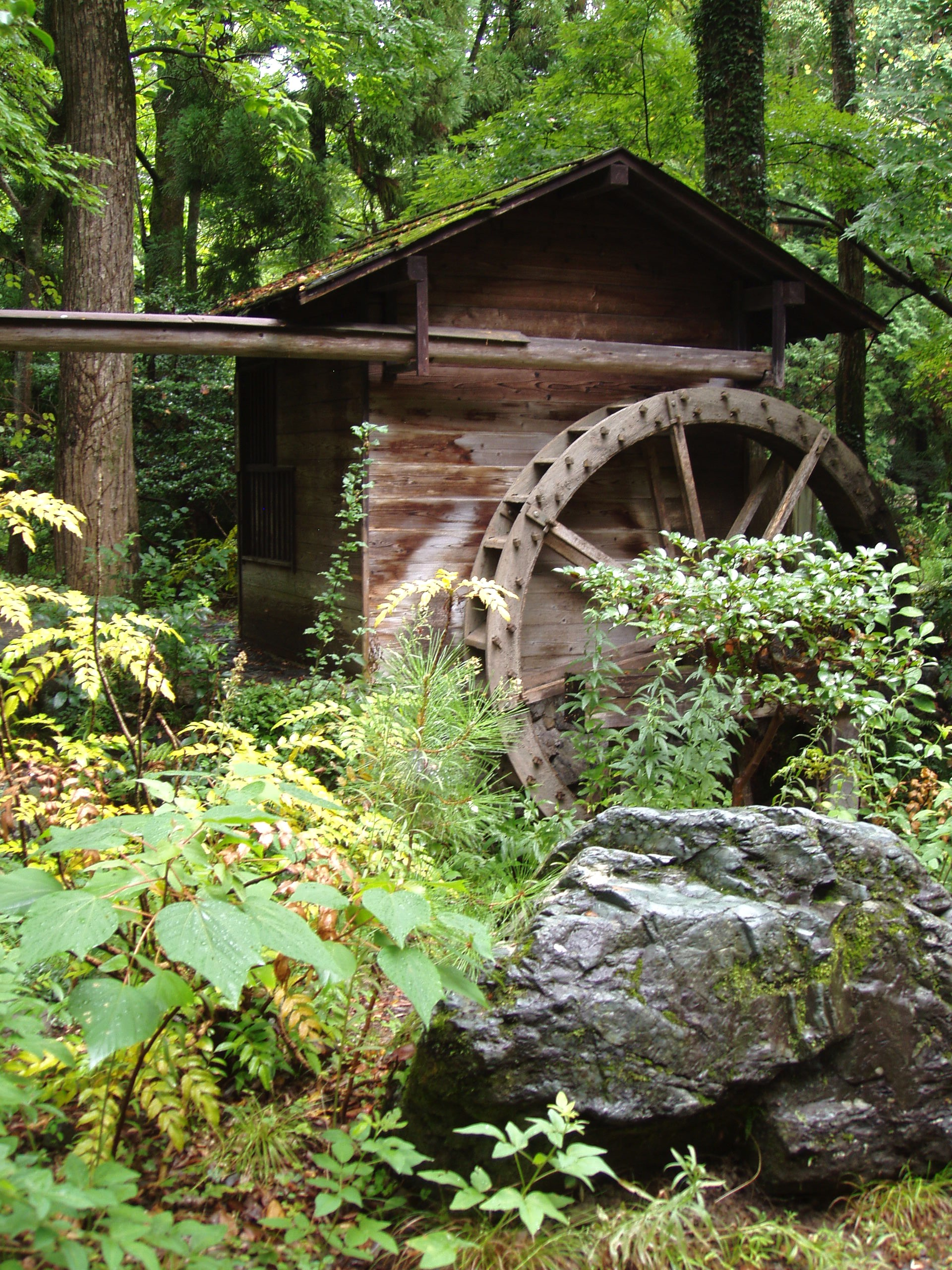
Molino de agua
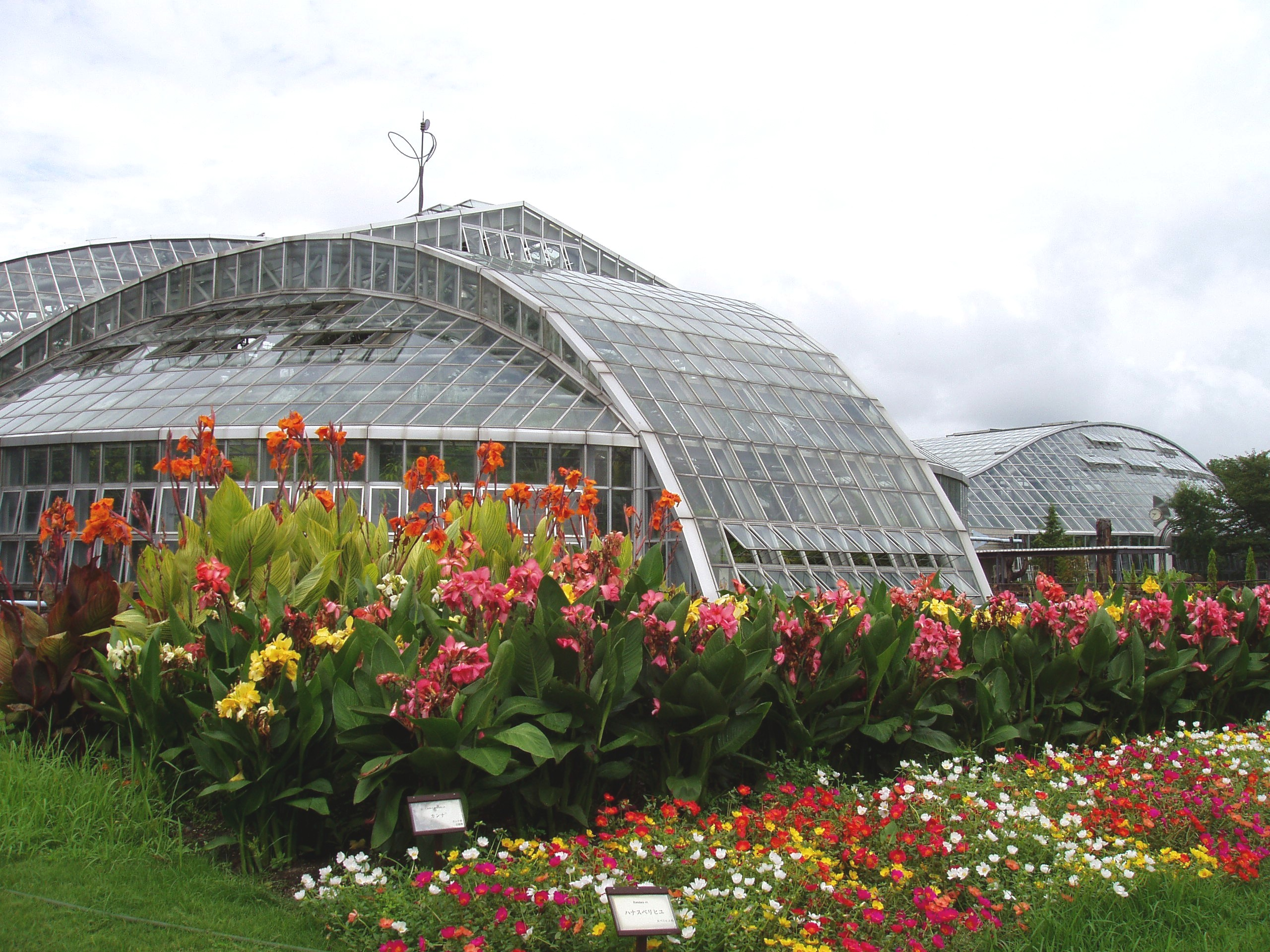
Invernadero
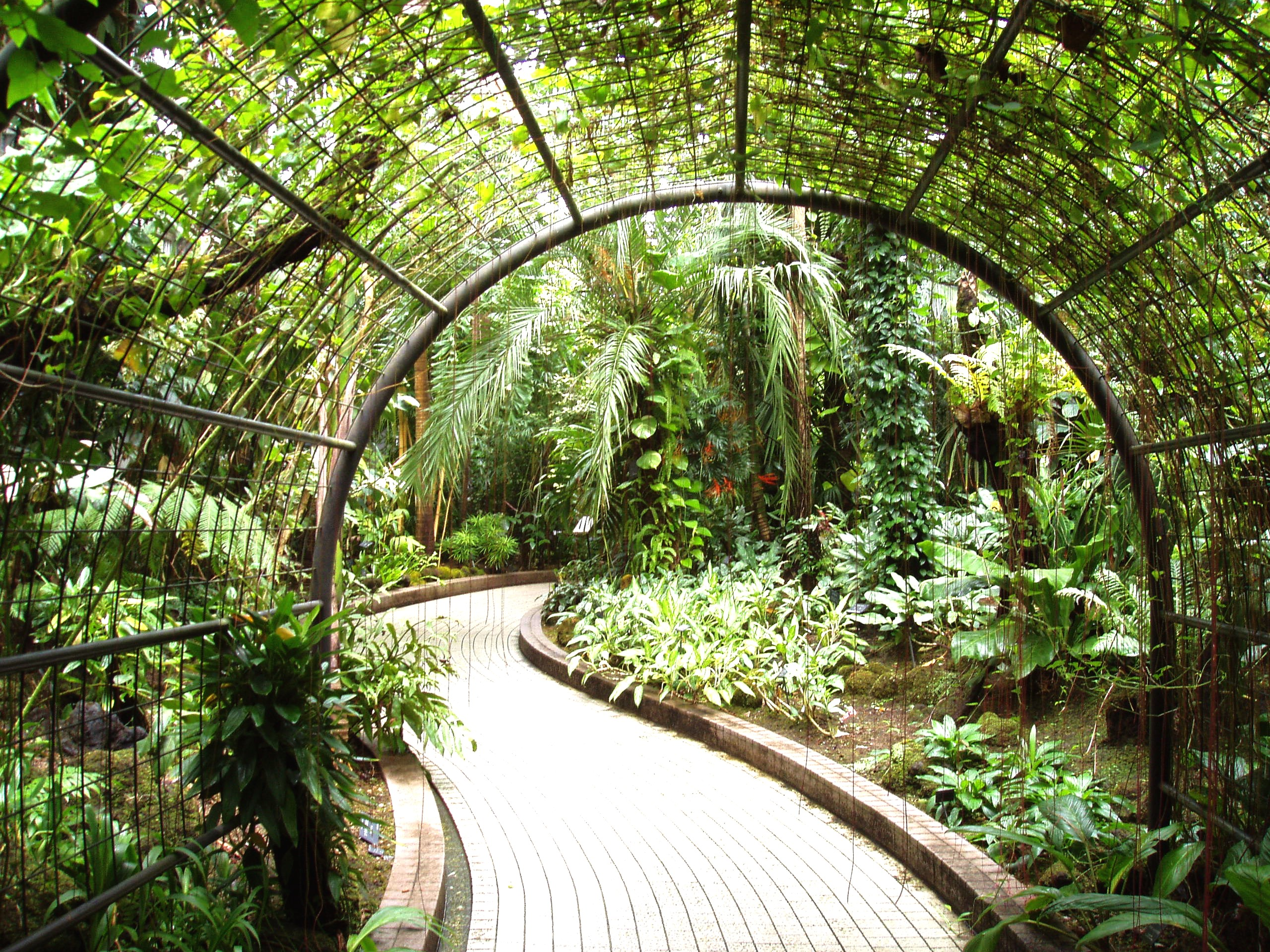
Invernadero (vista interior)
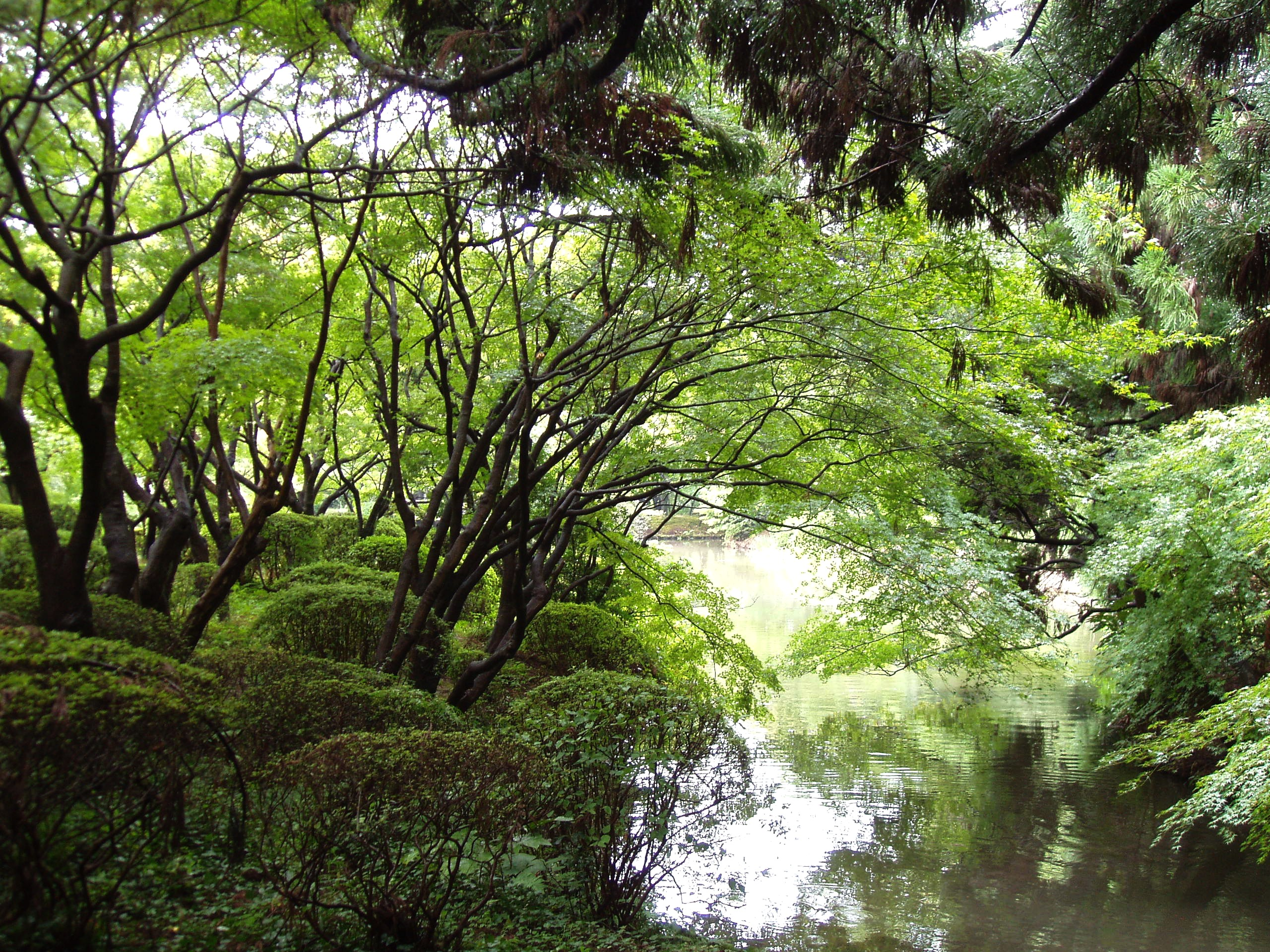
Charca en el Jardín Botánico de Kioto.
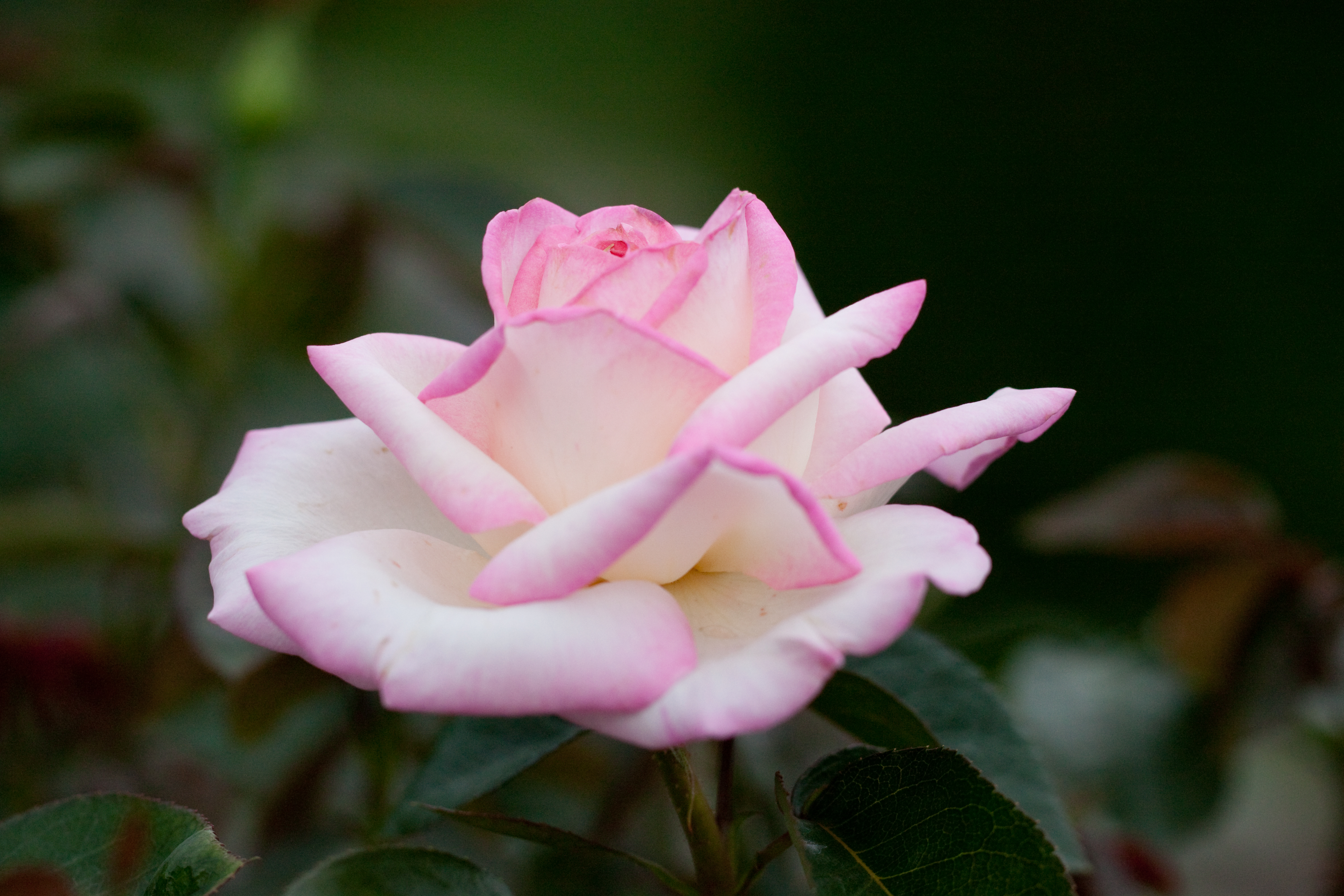
La rosa 'Princess de Monaco'.
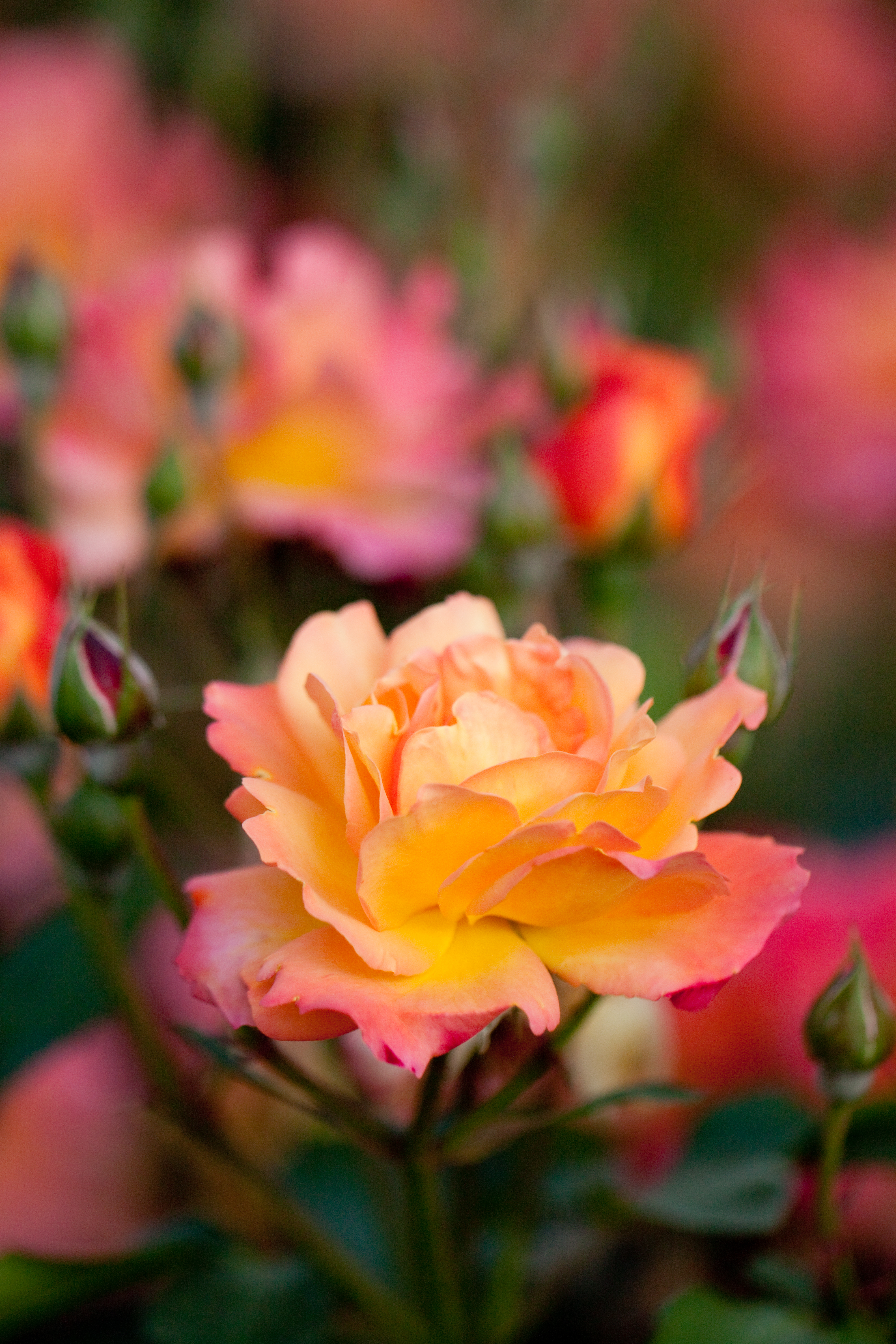
La rosa 'Souvenir d'Anne Frank'.
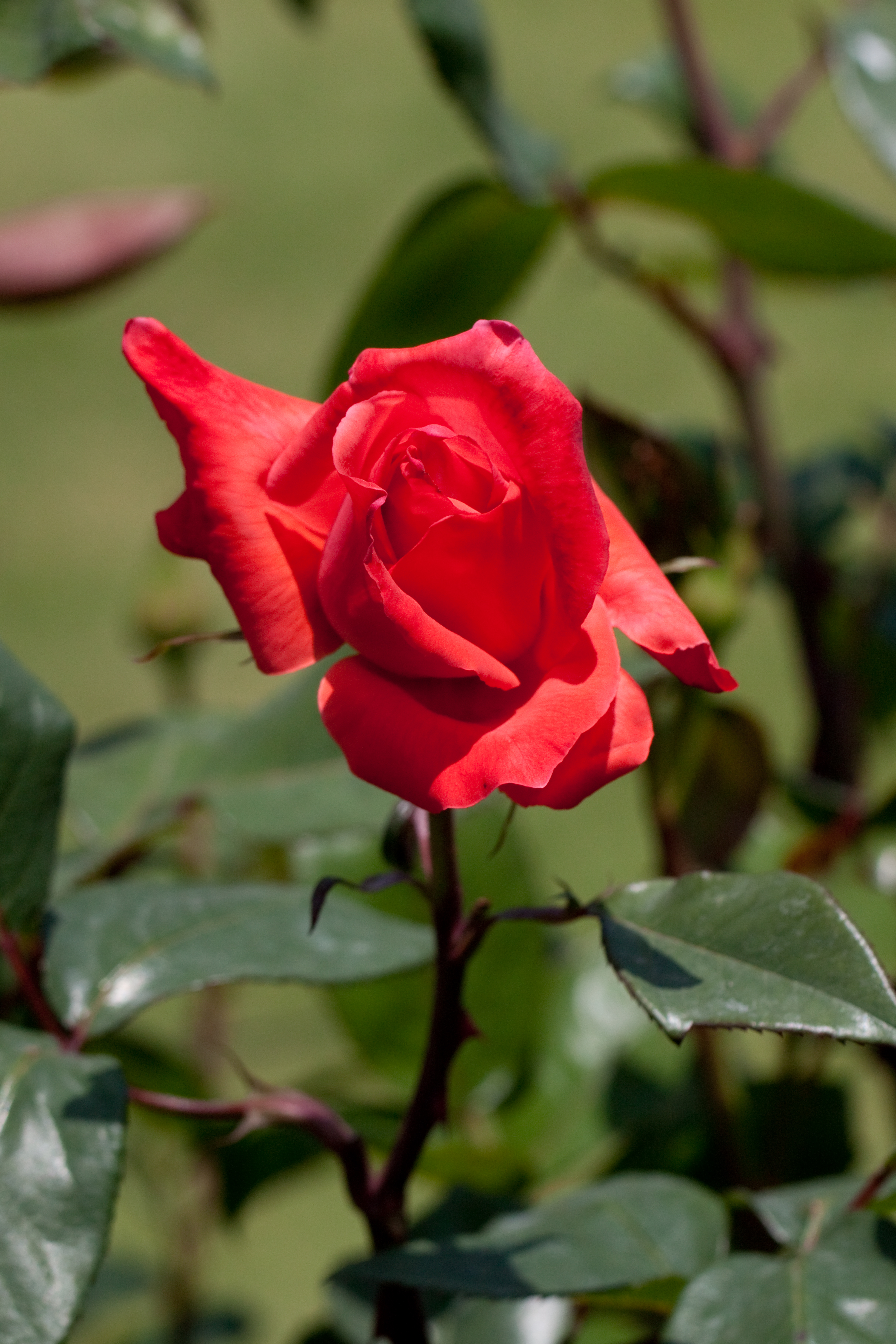
Rosa 'Daimonji'.
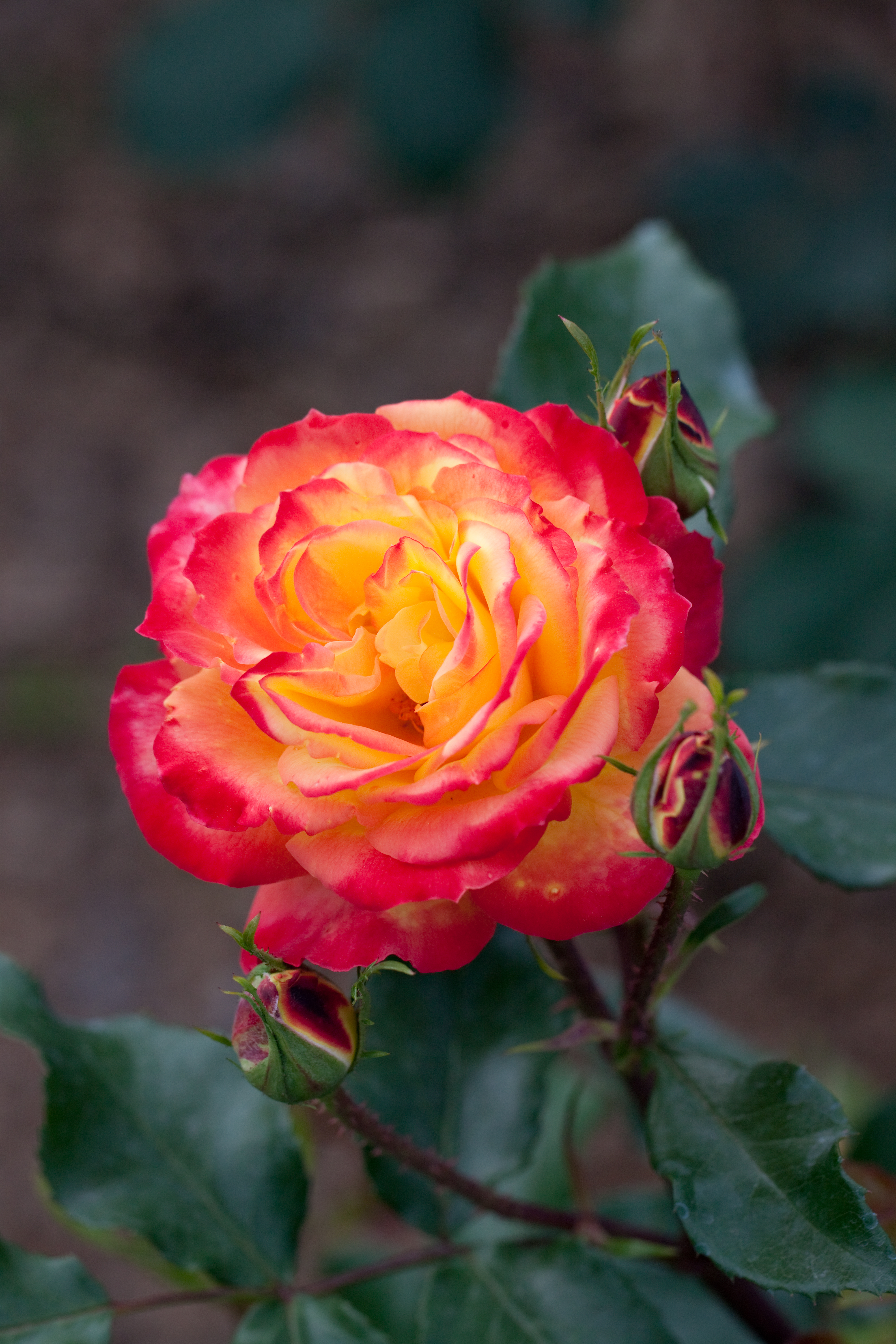
Rosa 'Ehigasa'.
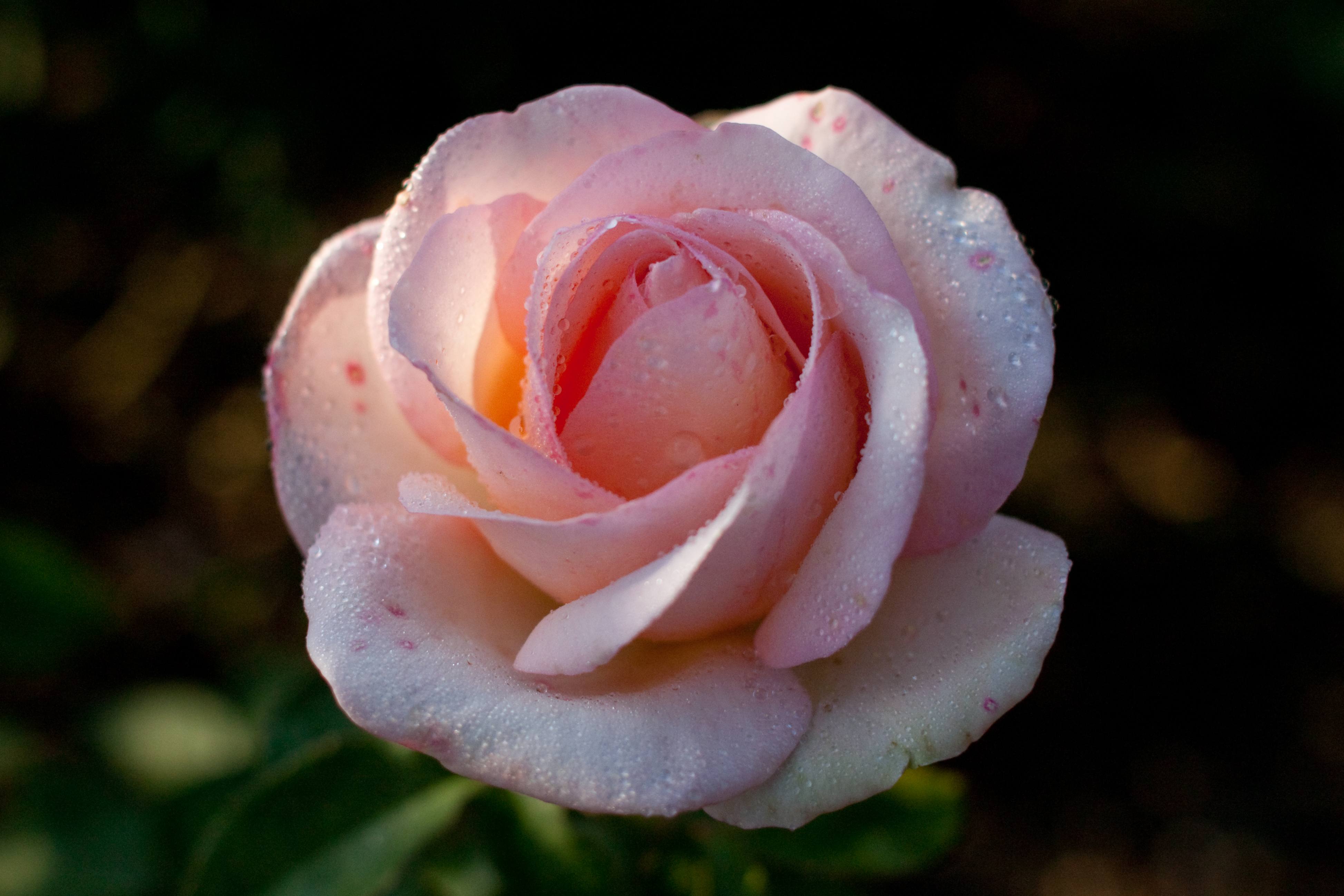
La rosa 'Empress Michiko'.
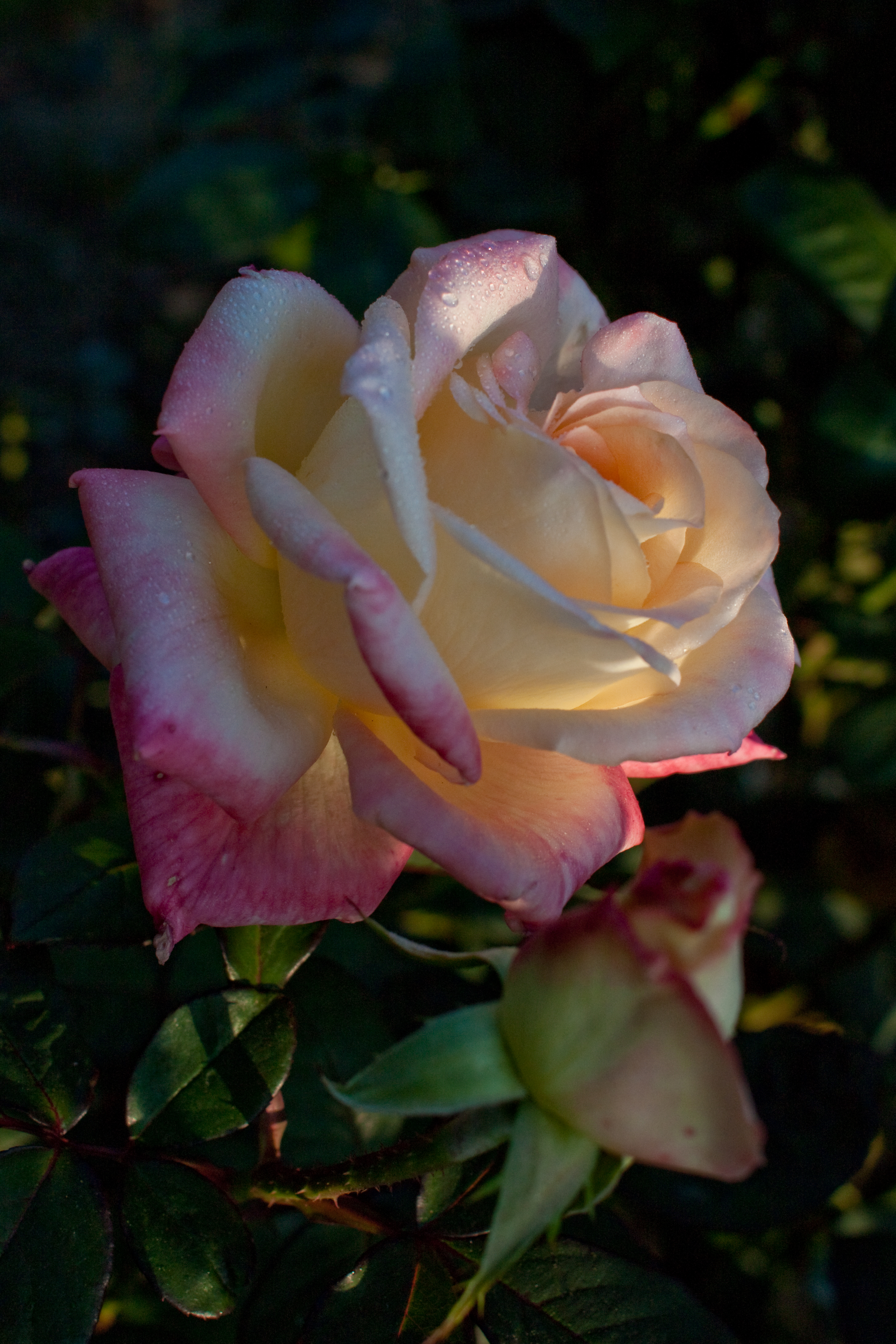
La rosa 'Diana Princess of Wales'.
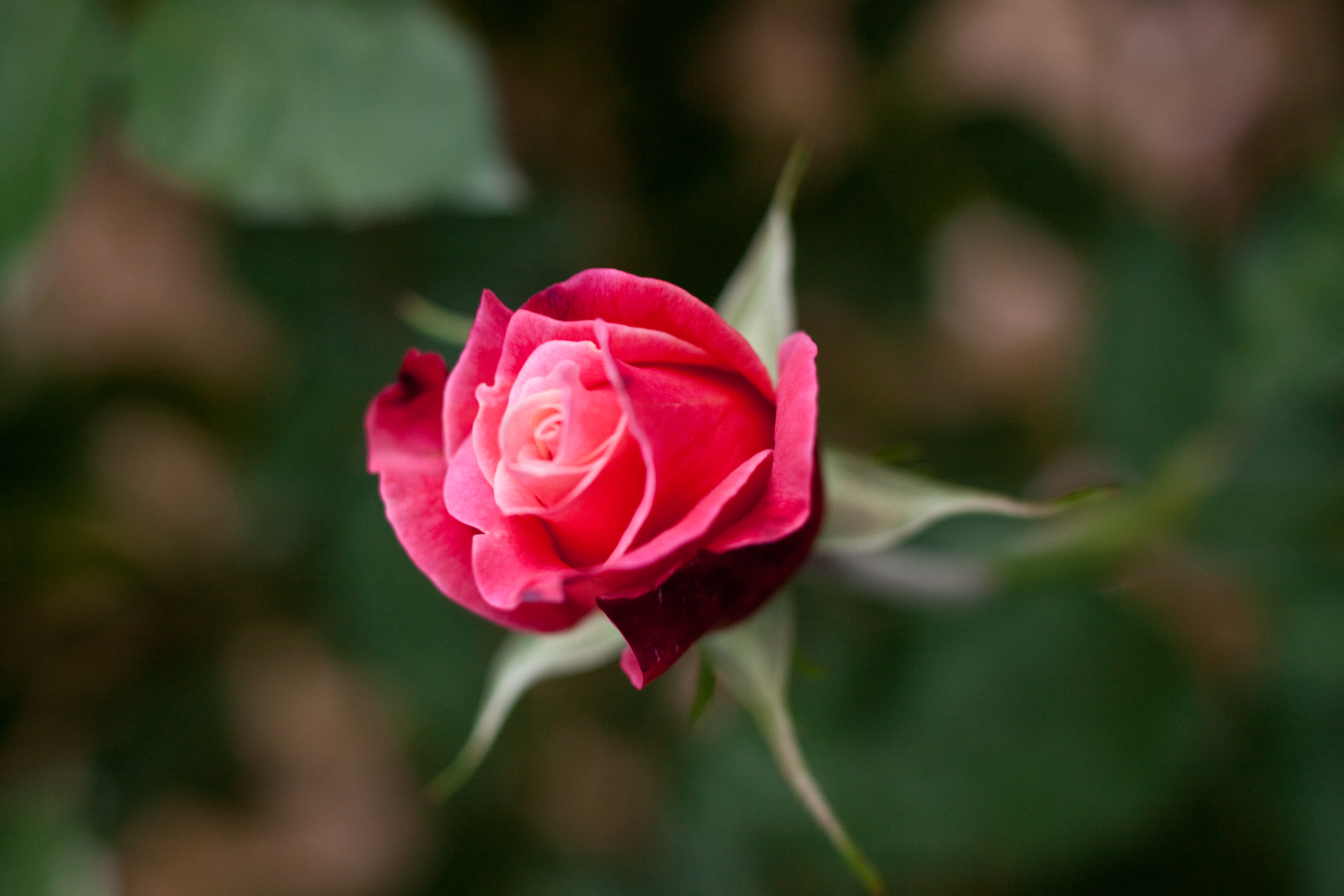
Rosa 'Princess Chichibu'.
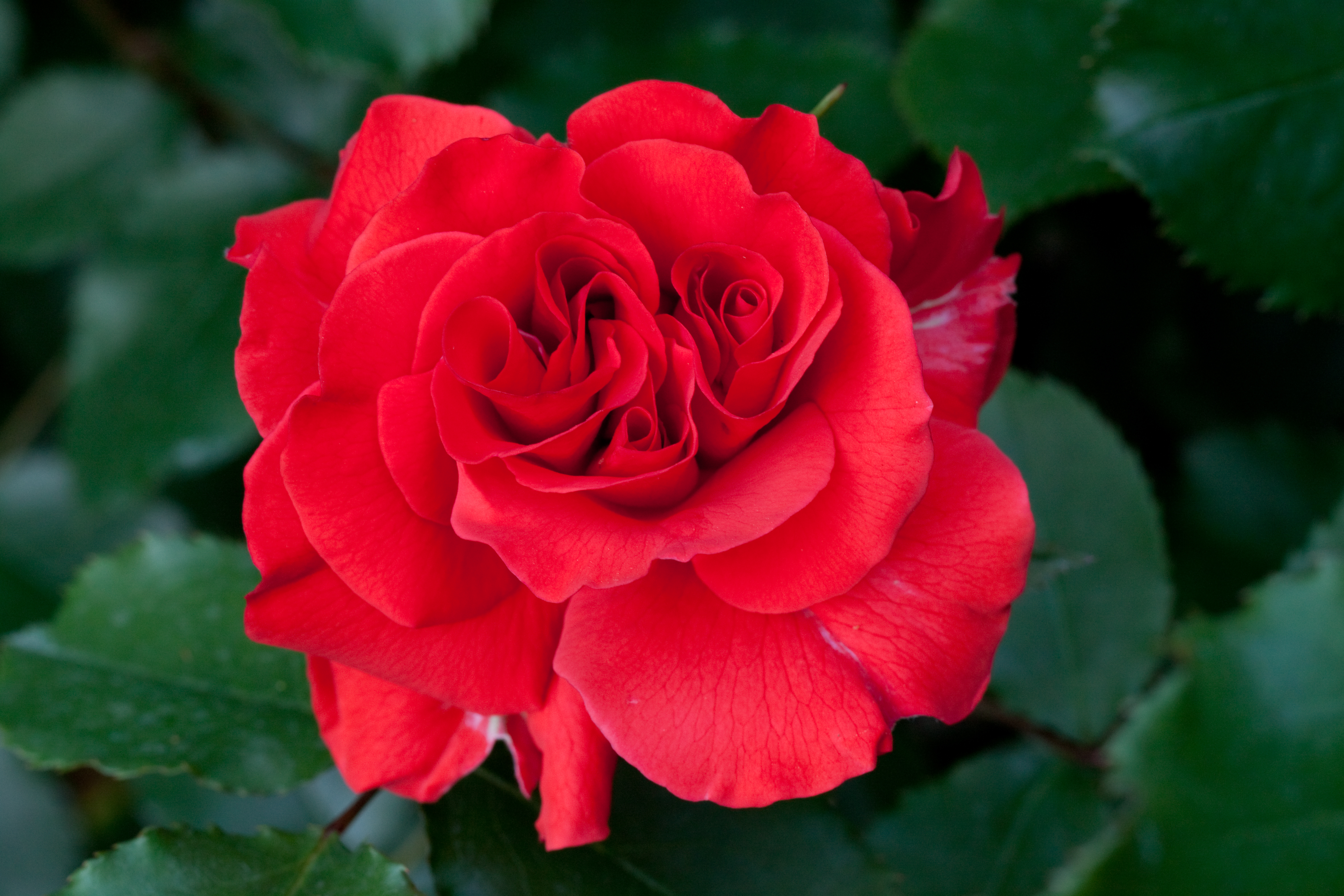
Rosa 'Ahoi'.
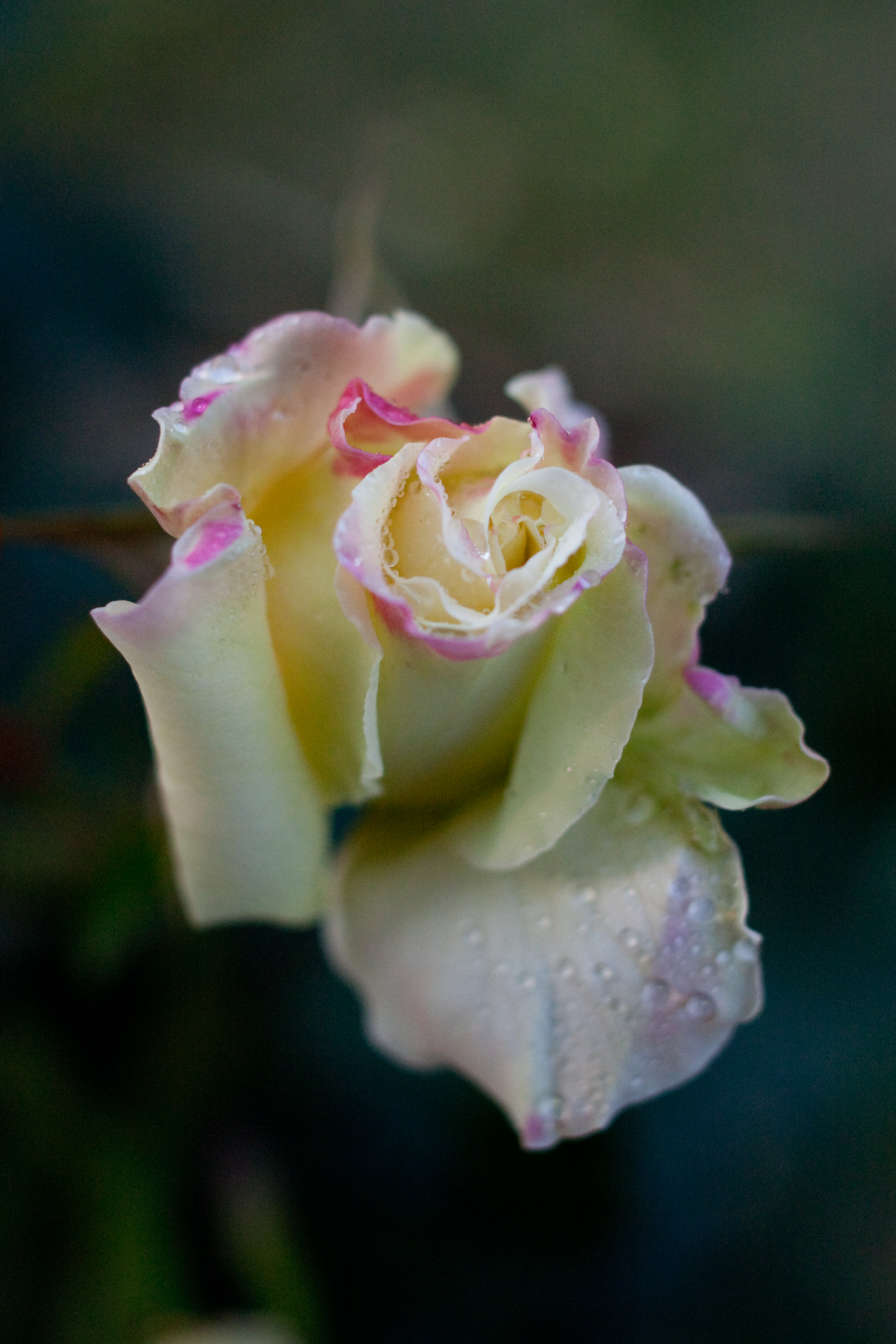
La rosa 'Ginrei'.
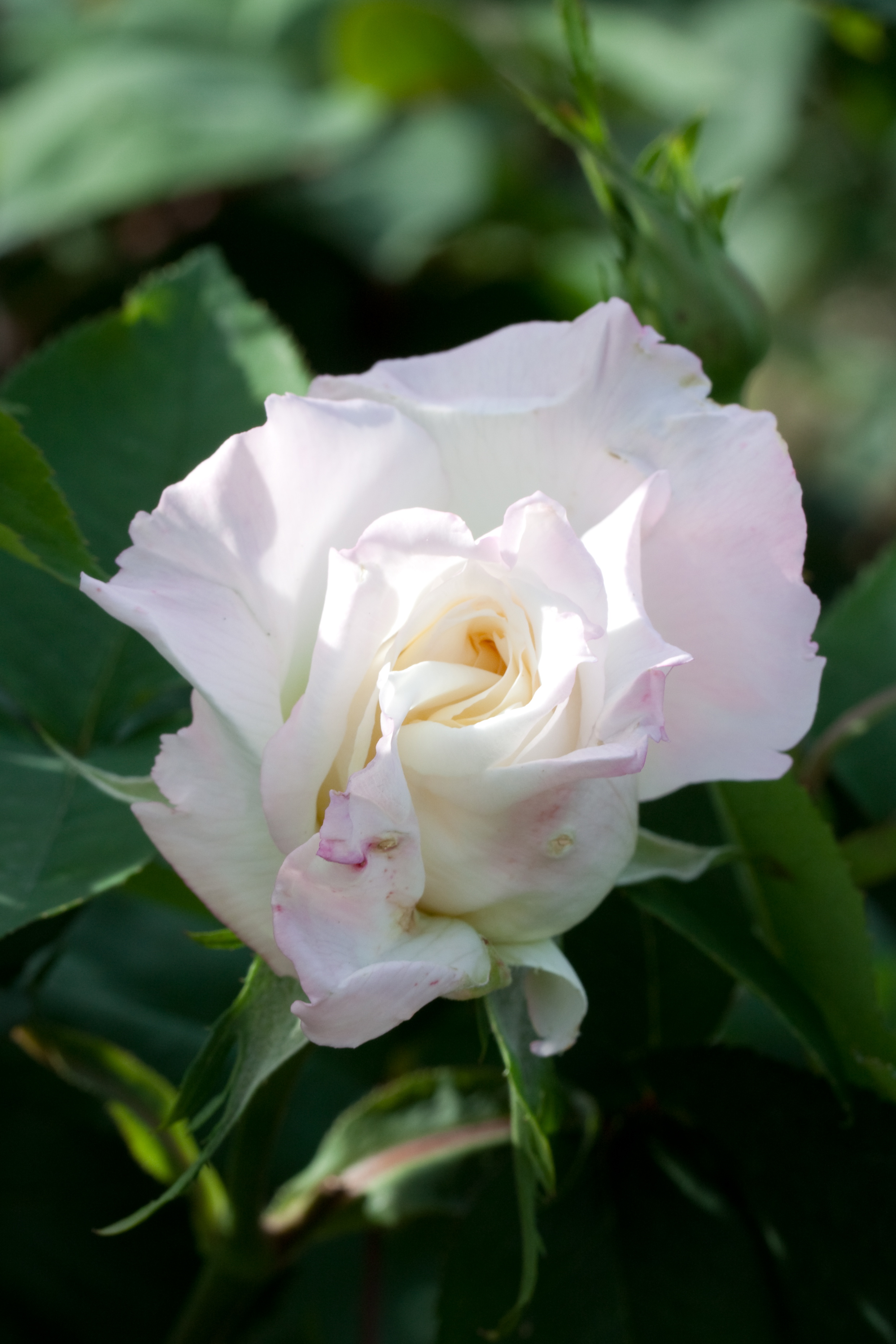
La rosa 'Hakkoda'.
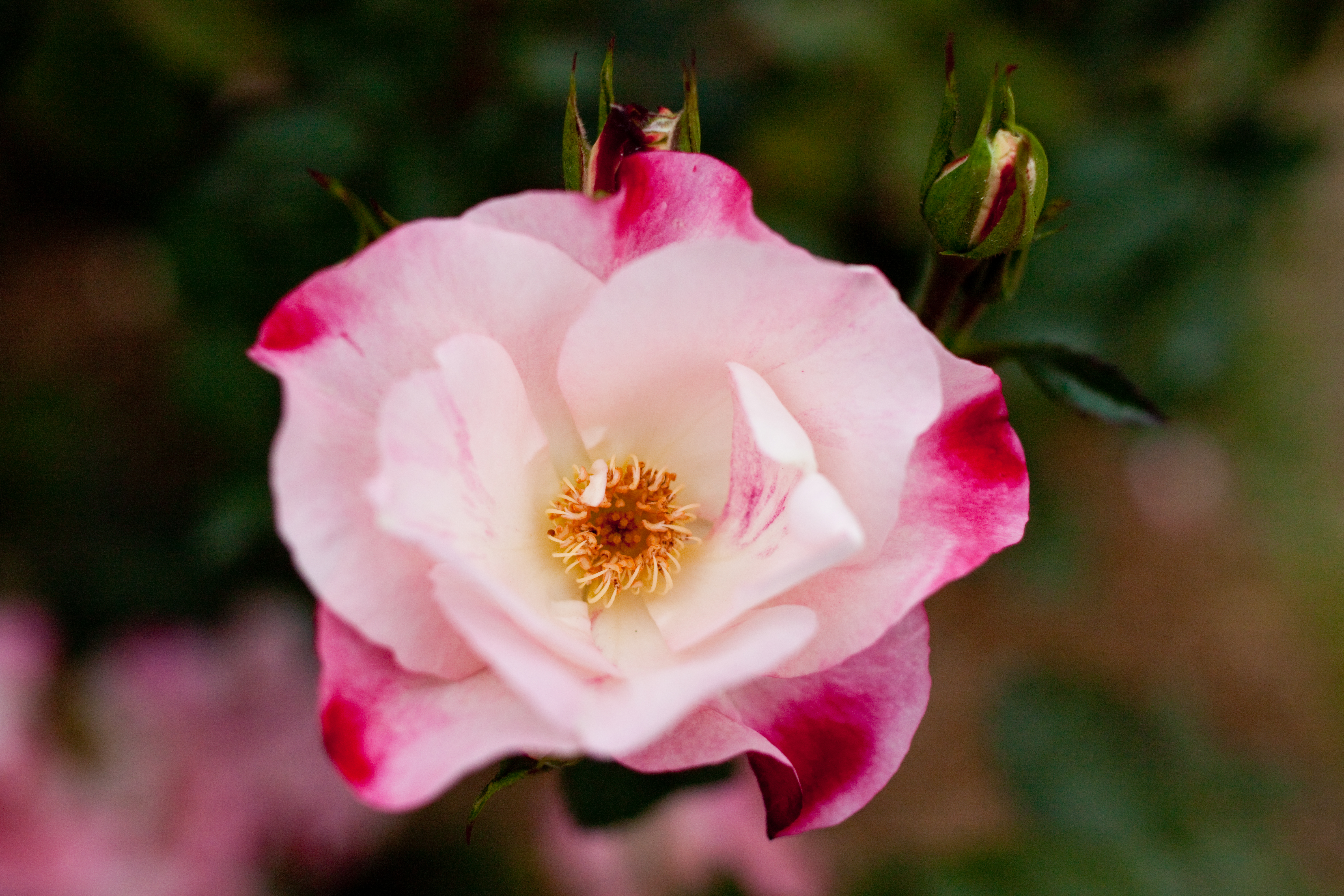
Rosa 'Hana-Gasumi'.
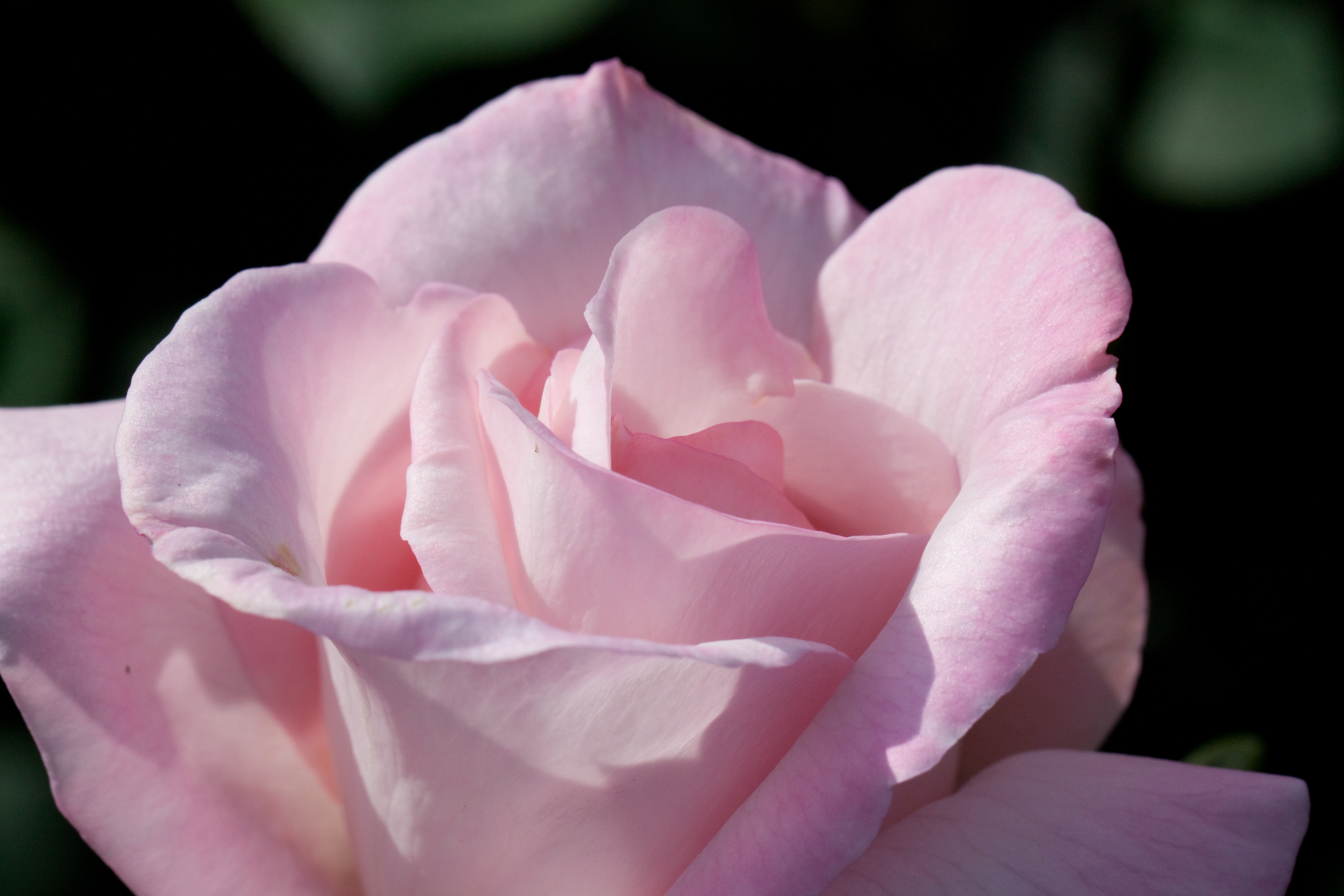
Rosa 'Hanayome'.
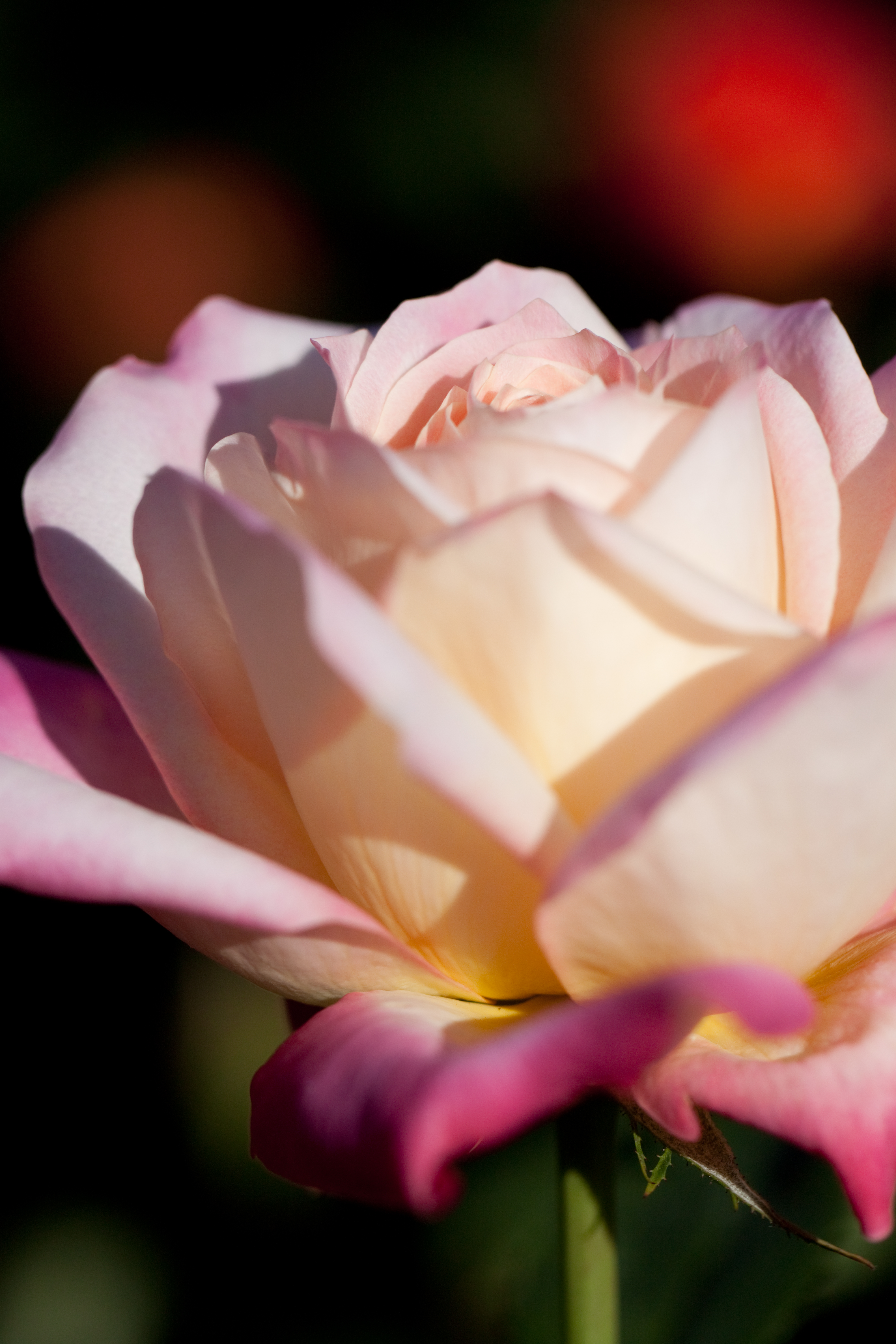
La rosa 'Hisami'.
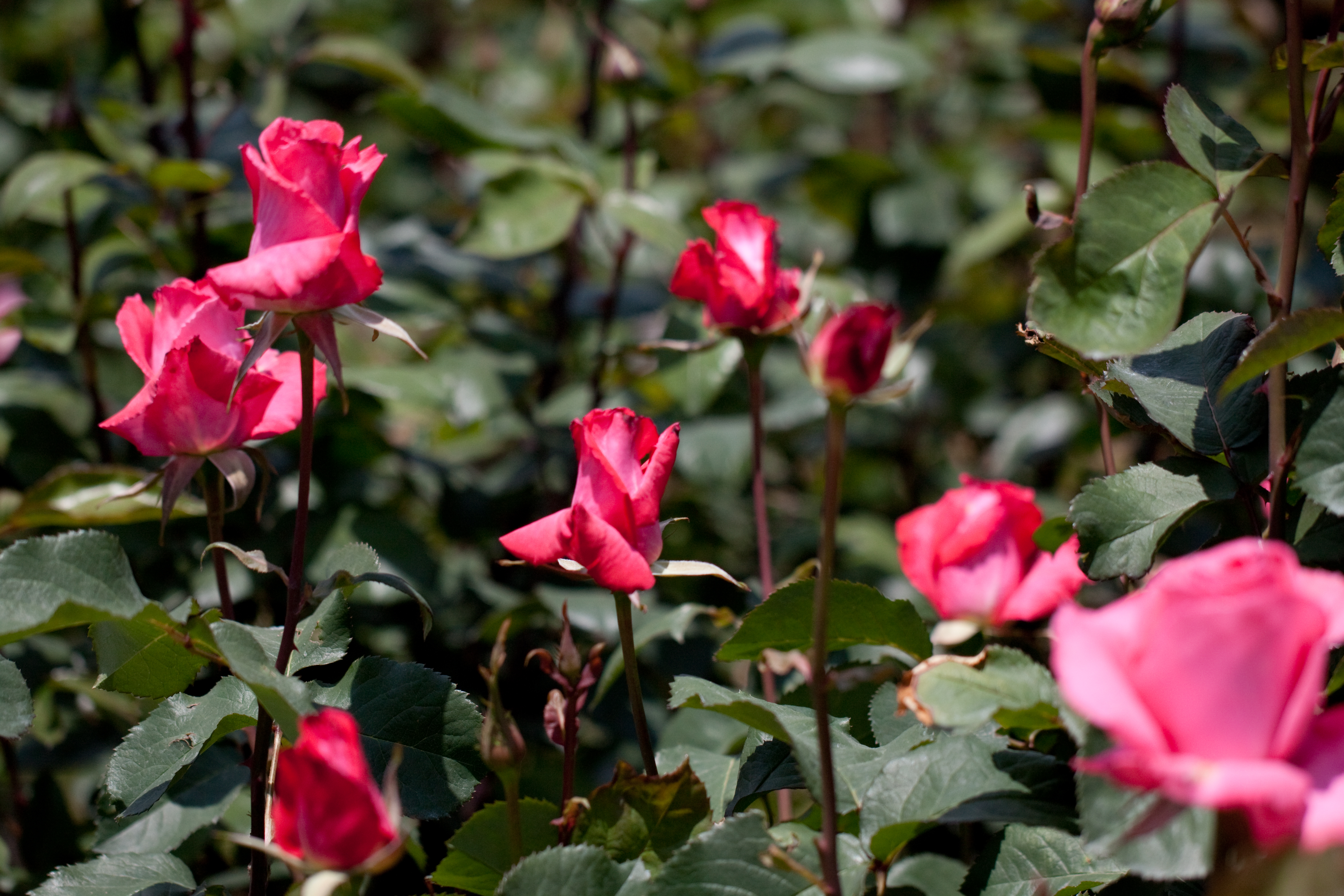
La rosa 'Hojun'.
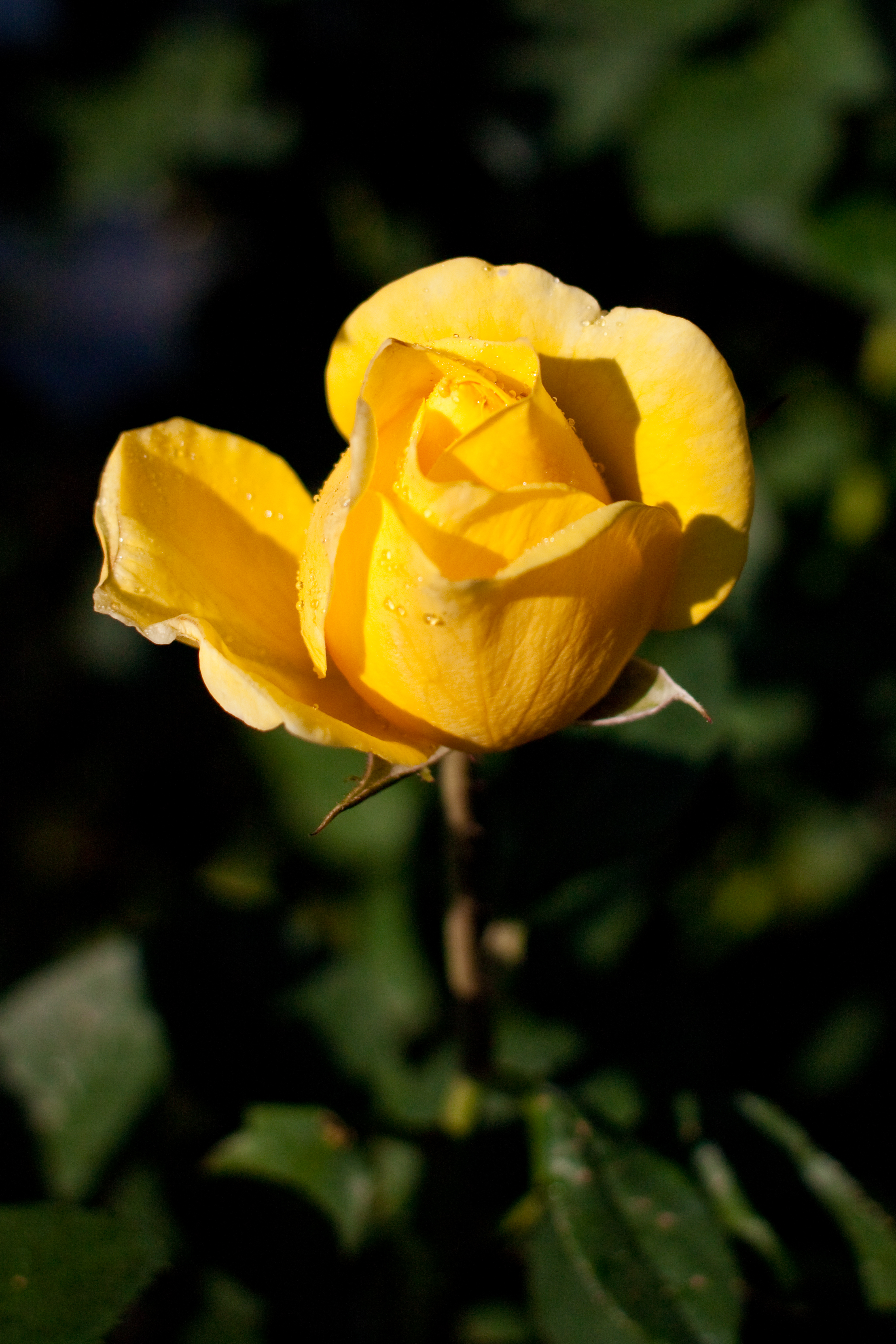
Rosa 'Izu no odoriko'.
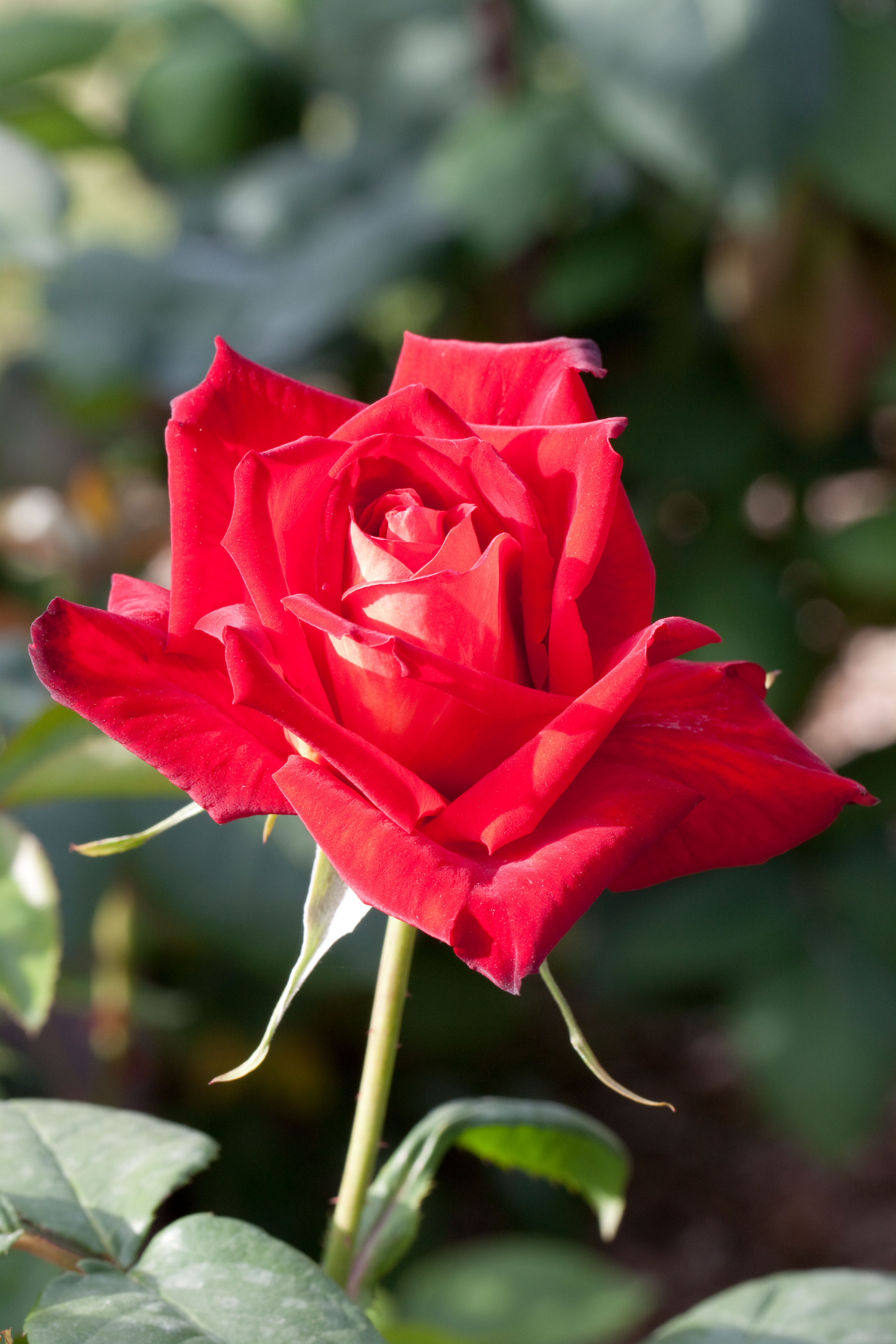
Rosa 'kagayaki'.
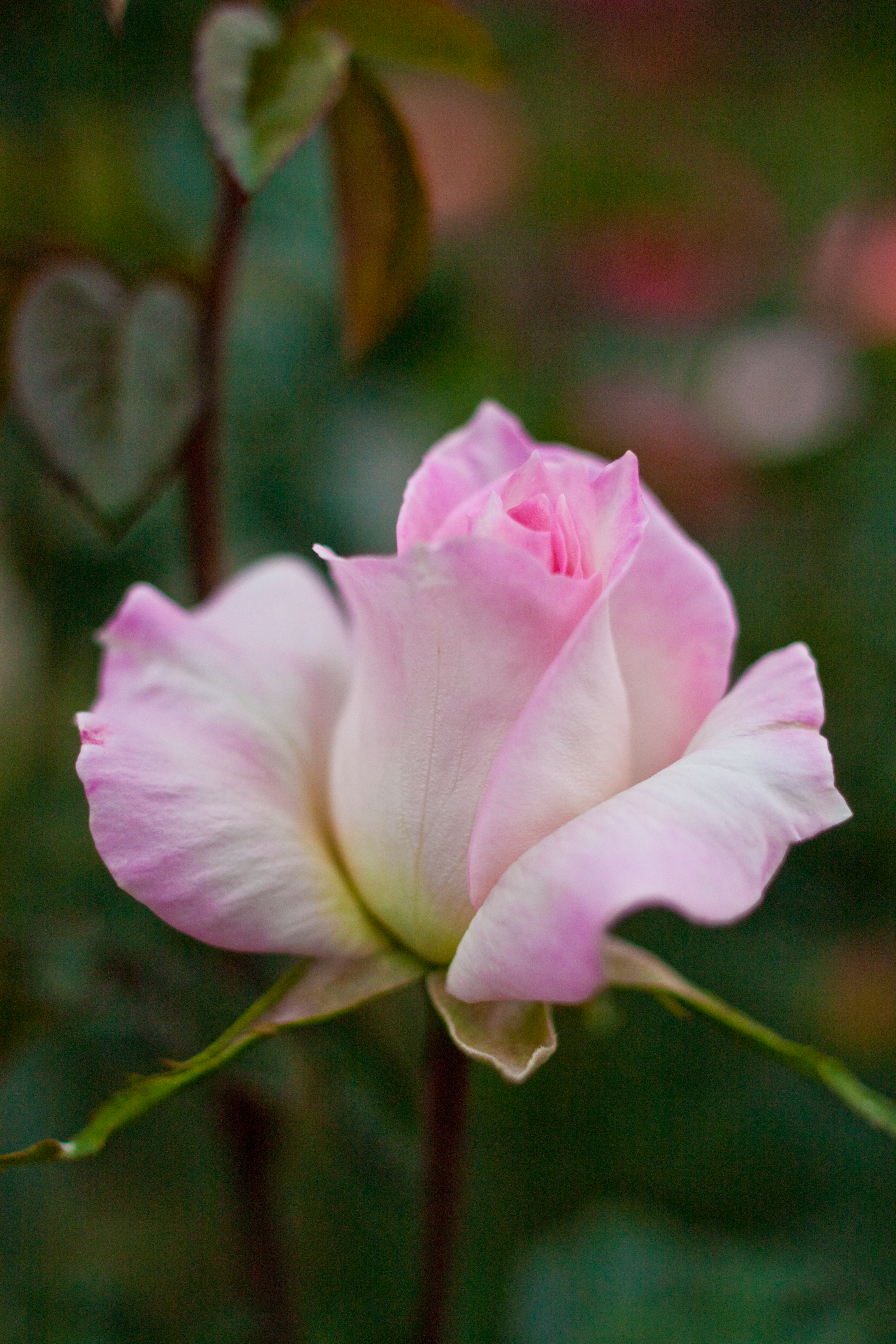
La rosa 'Kamo'.
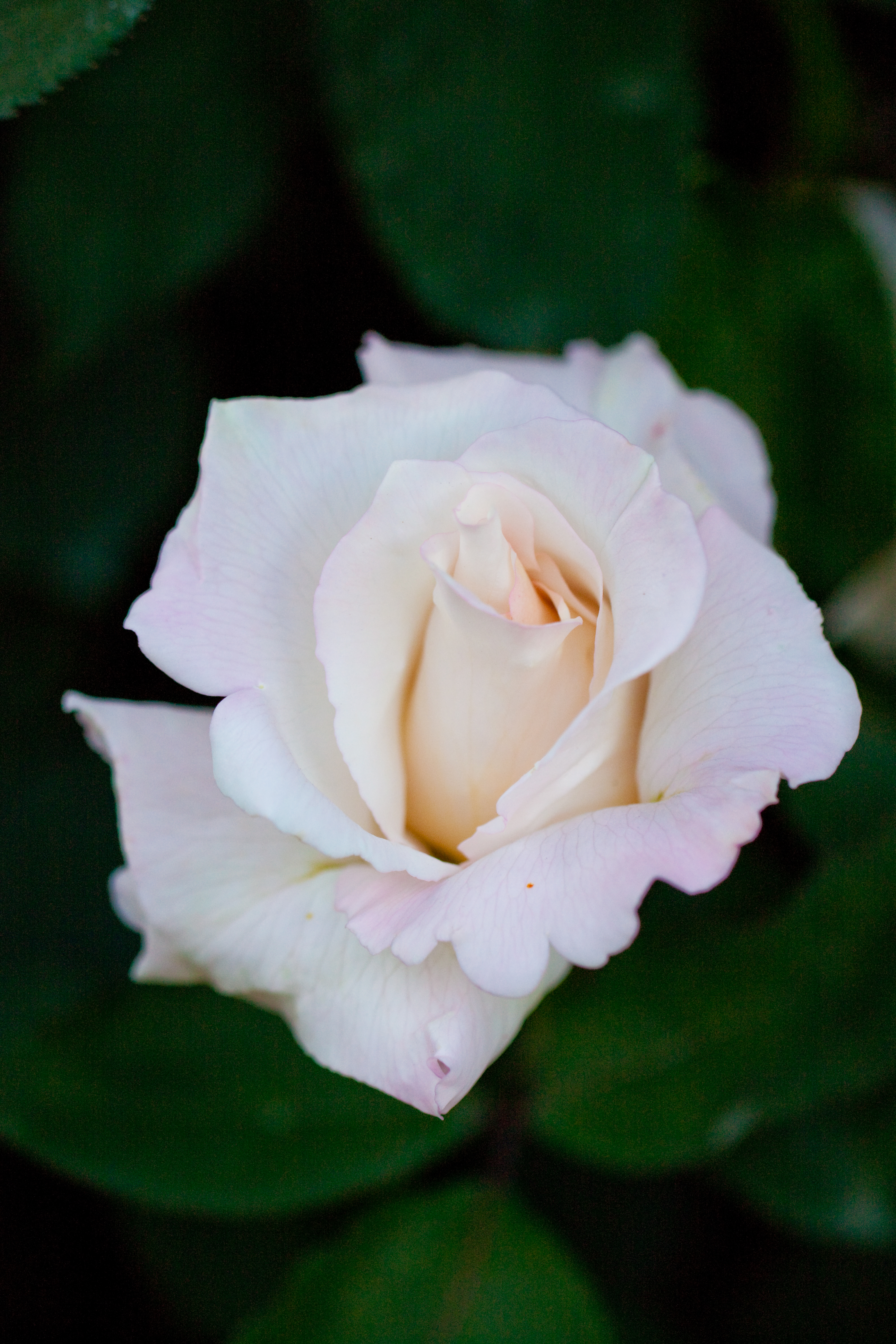
La rosa 'Kokyu'.
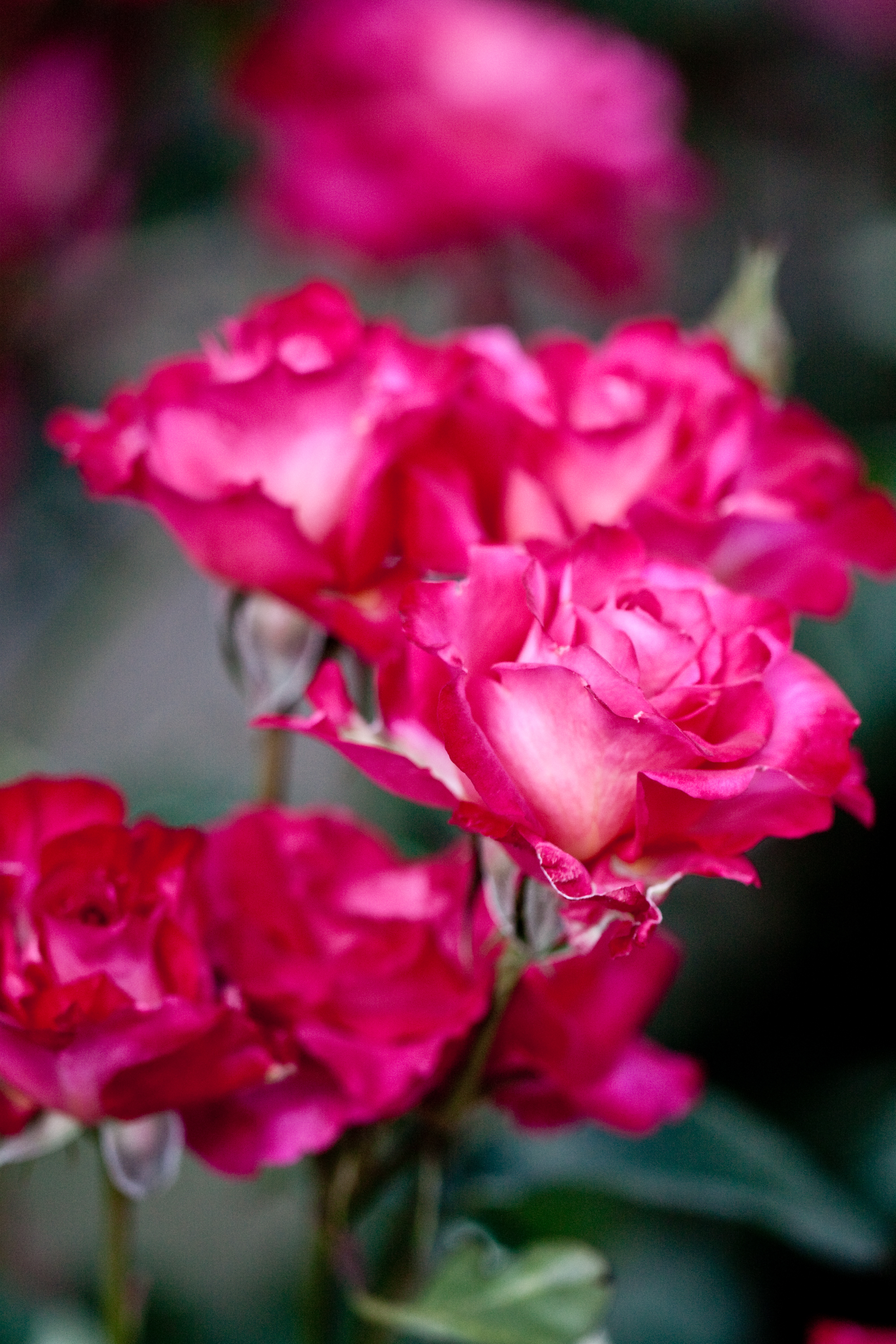
Rosa 'Kurenai'.
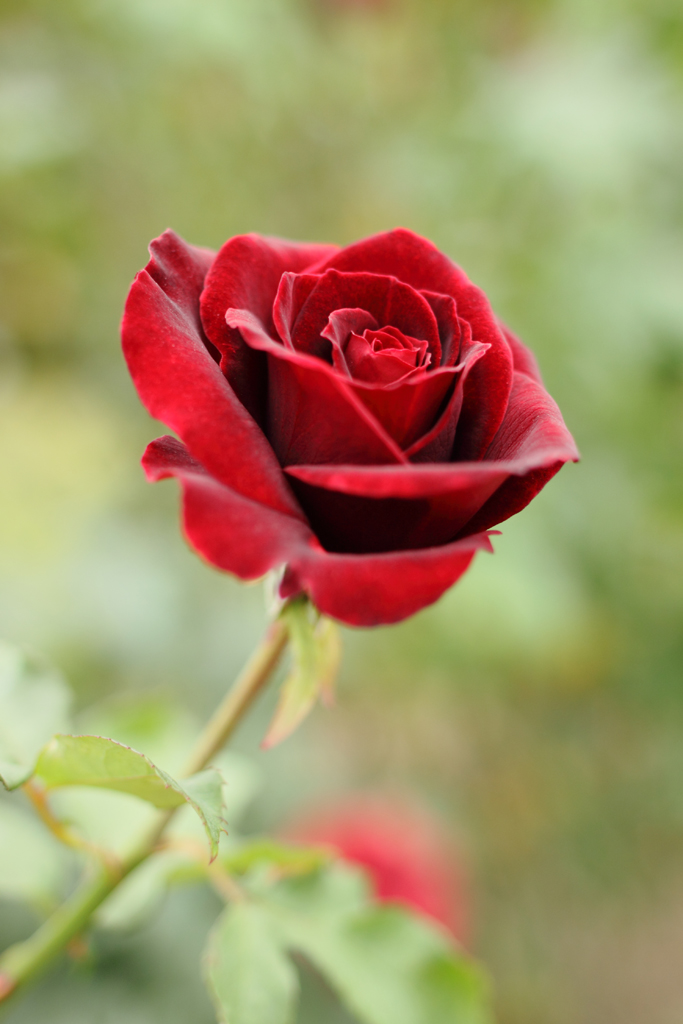
Rosa 'Kuro-Shinjyu'.
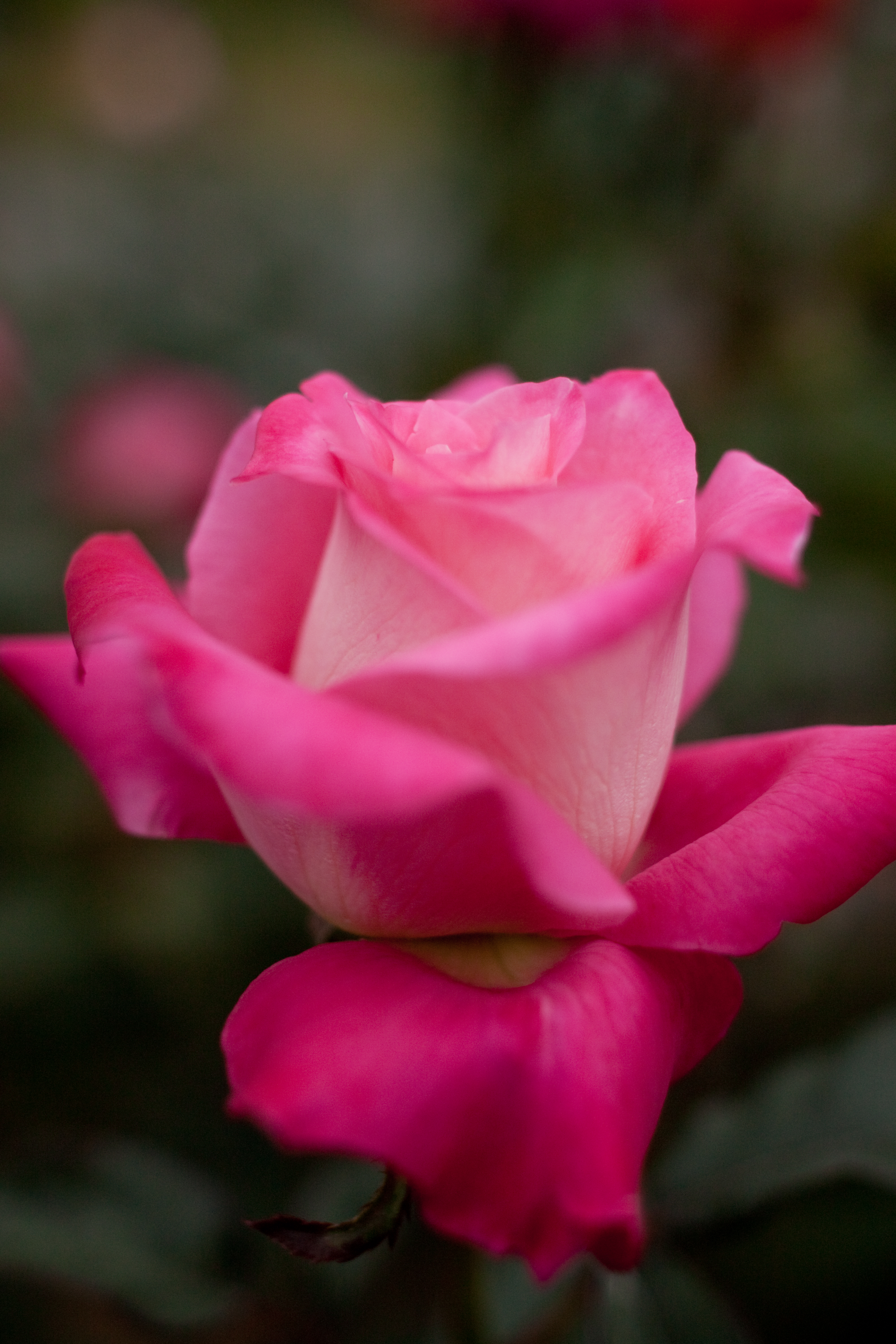
La rosa 'Kyogoku'.
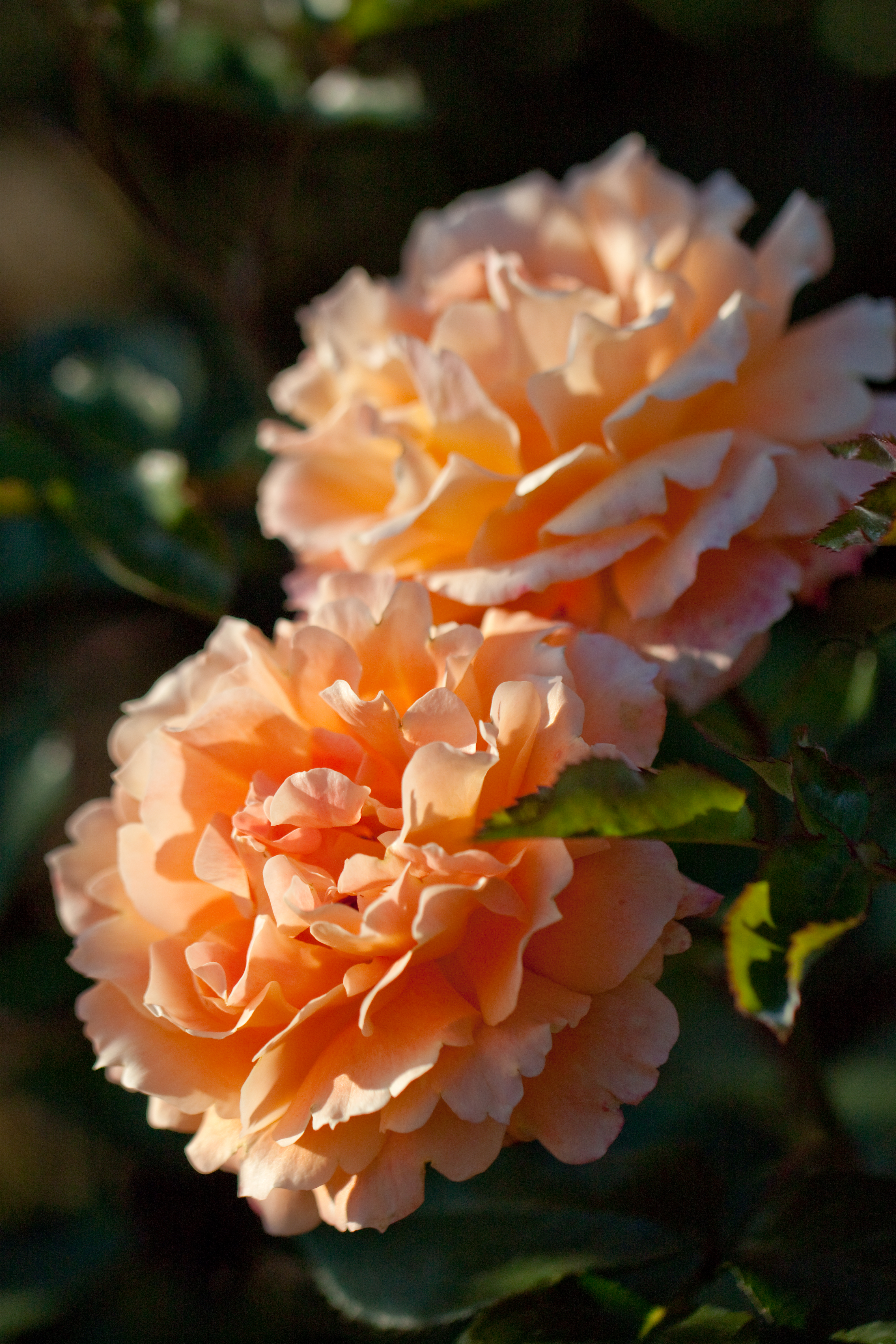
La rosa 'Manyo'.
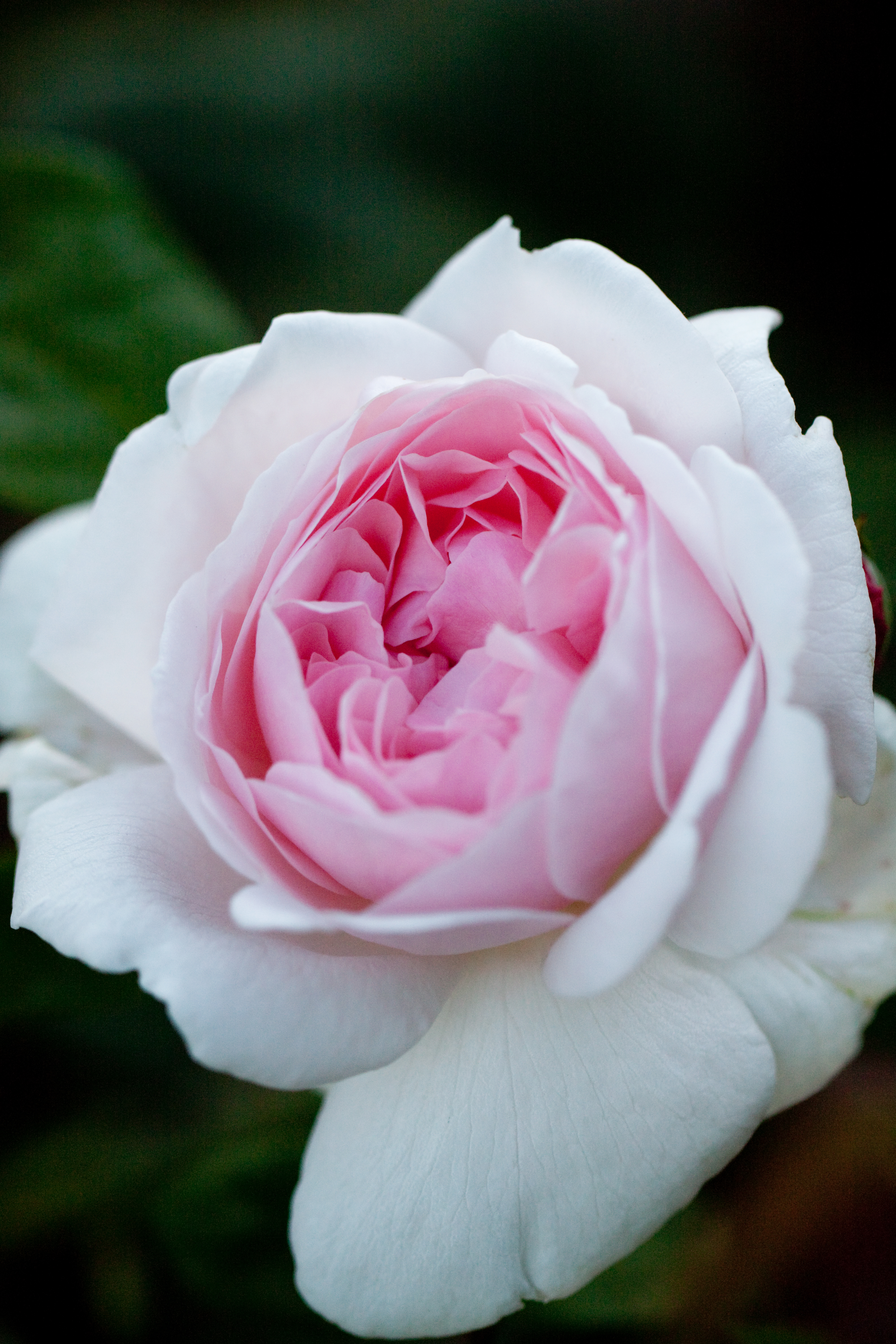
Rosa 'Masako (Eglantyne)'.
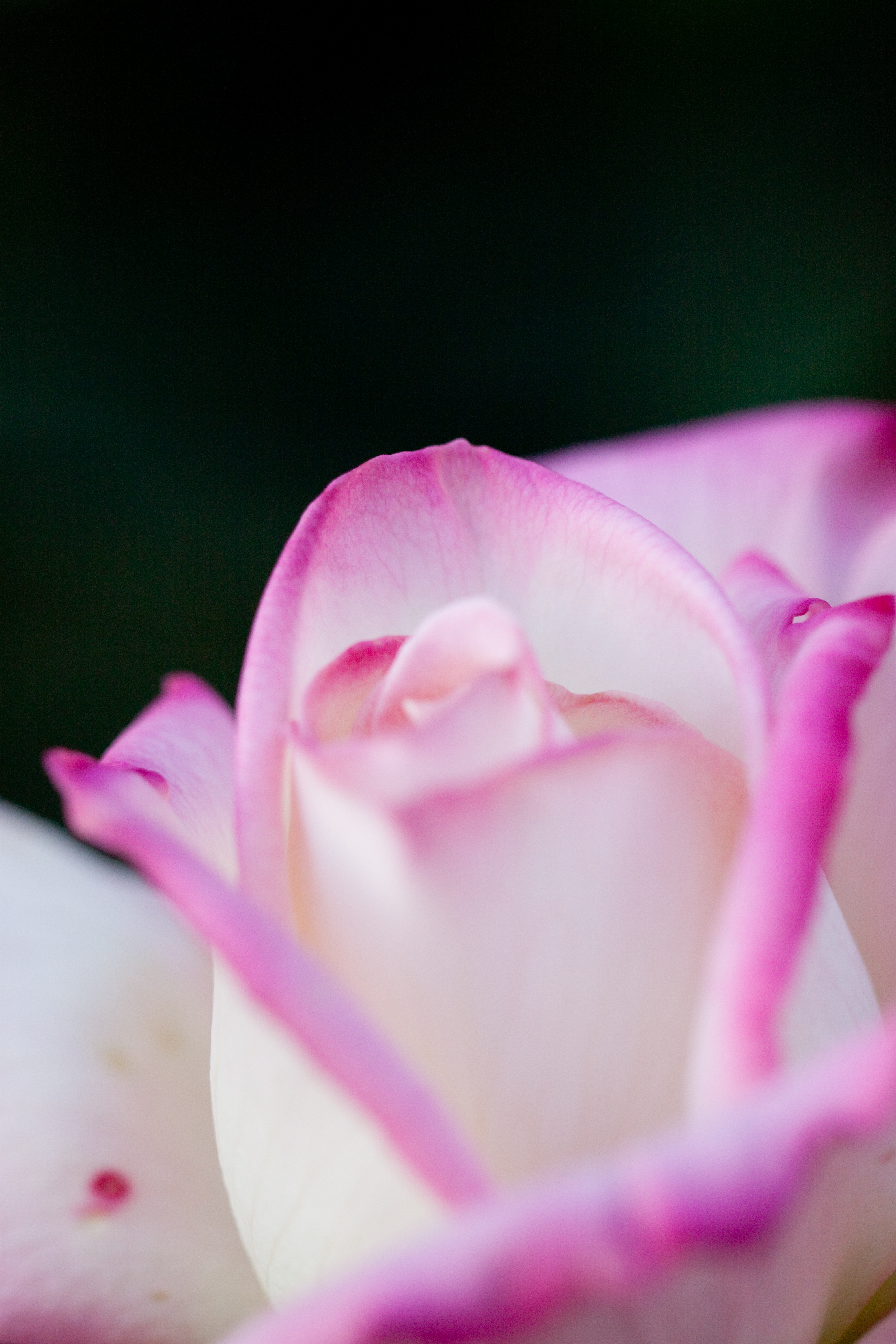
Rosa 'Miwaku'.
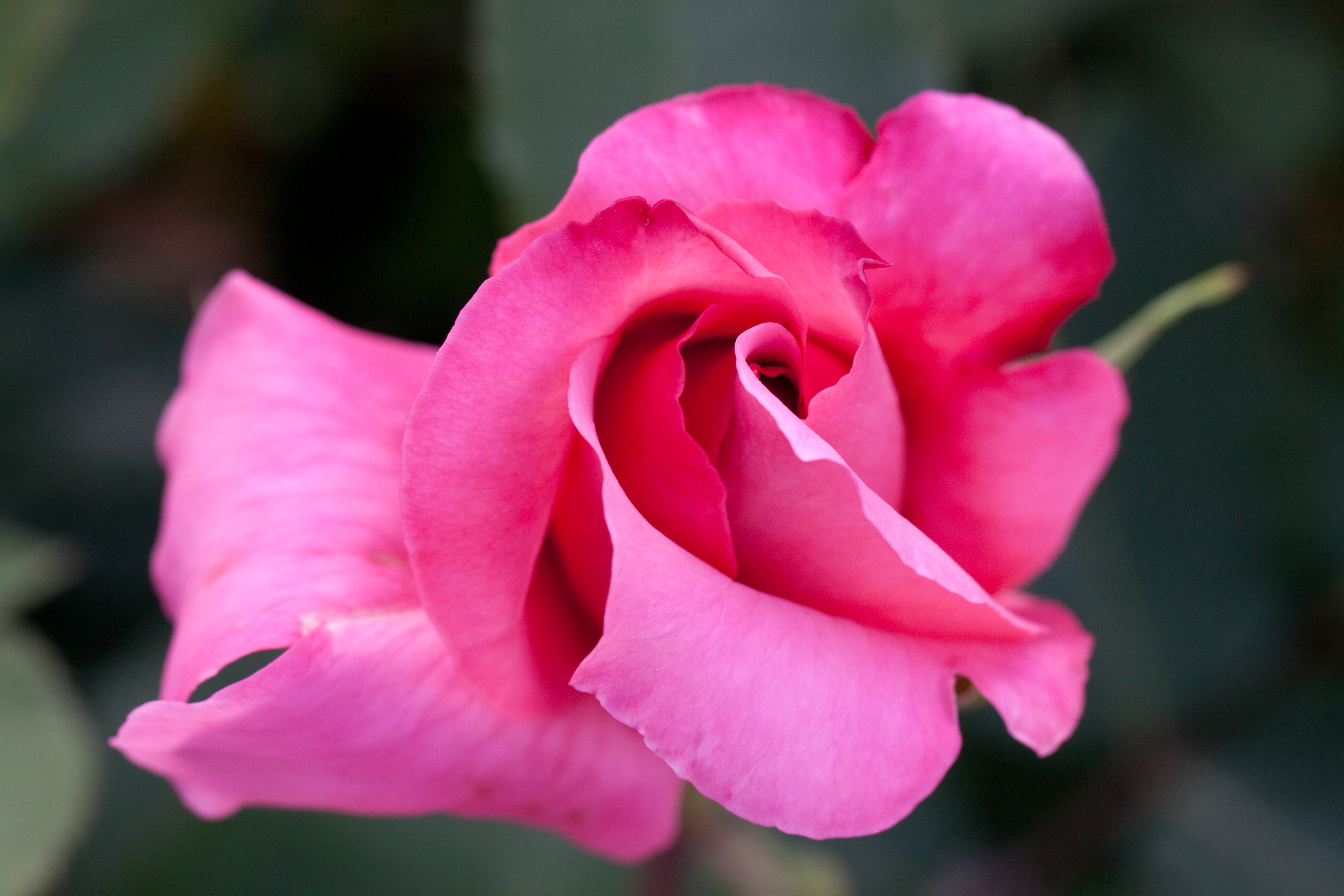
La rosa 'Momoyama'.
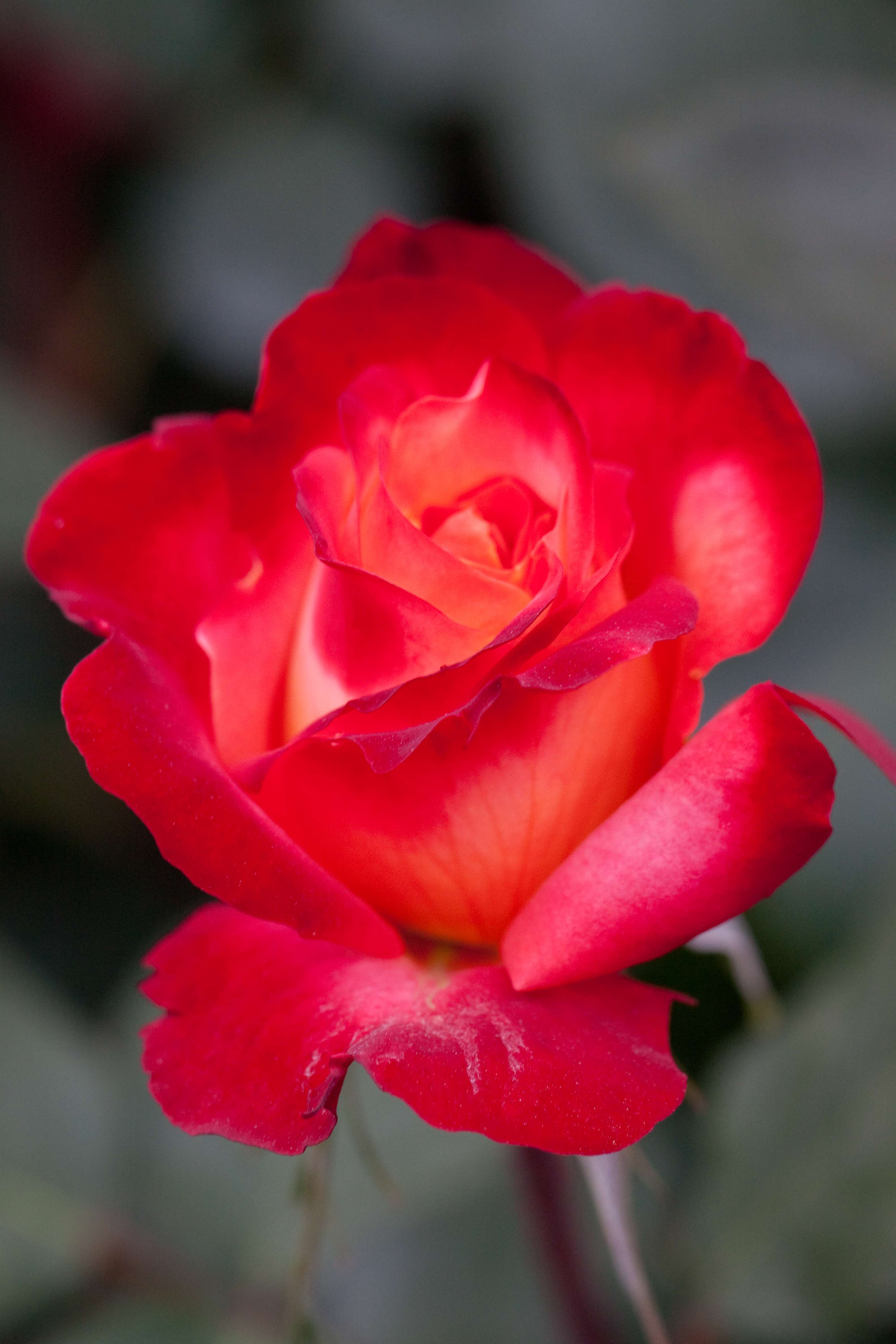
La rosa 'Nishikie'.